# Зібрання Воллеса
Зібрання Воллеса (англ. Wallace Collection) — художній музей у центральній частині Лондона (адміністративний округ Вестмінстер, квартал Мерілебон), всесвітньо відомий рідкісним добором творів образотворчого та декоративно-ужиткового мистецтва XIV—XIX століть, включно з великими колекціями французького живопису XVIII століття, меблів доби Людовика XV, зброї та обладунків європейського і східного походження, севрської порцеляни, золотих шкатулок, мініатюр, скульптури, майоліки, виробів з бронзи, скла, ліможської емалі та картин «старих майстрів» (Тіціана, Рембрандта, Рубенса, ван Дейка, Пітера де Гоха, Тенірса молодшого, Франса Галса, Мурільйо, Веласкеса, Доменікіно, Чіма да Конельяно, Дадді, Рені, Роза, Яна Стена, Альберта Кейпа), а також Каналетто, Франсуа Буше, Томаса Гейнсборо, Джошуа Рейнольдса, Антуана Ватто, Ніколя Ланкре, Гварді та інших, розташованих у 25 галереях (загалом близько 5500 предметів).
Відеовступ до експозиції музею можна переглянути на фейсбук-сторінці Зібрання Воллеса; окремо представлено також відеоролик англійською жестовою мовою зі звуковим супроводом та субтитрами для глухих і людей зі зниженим слухом.

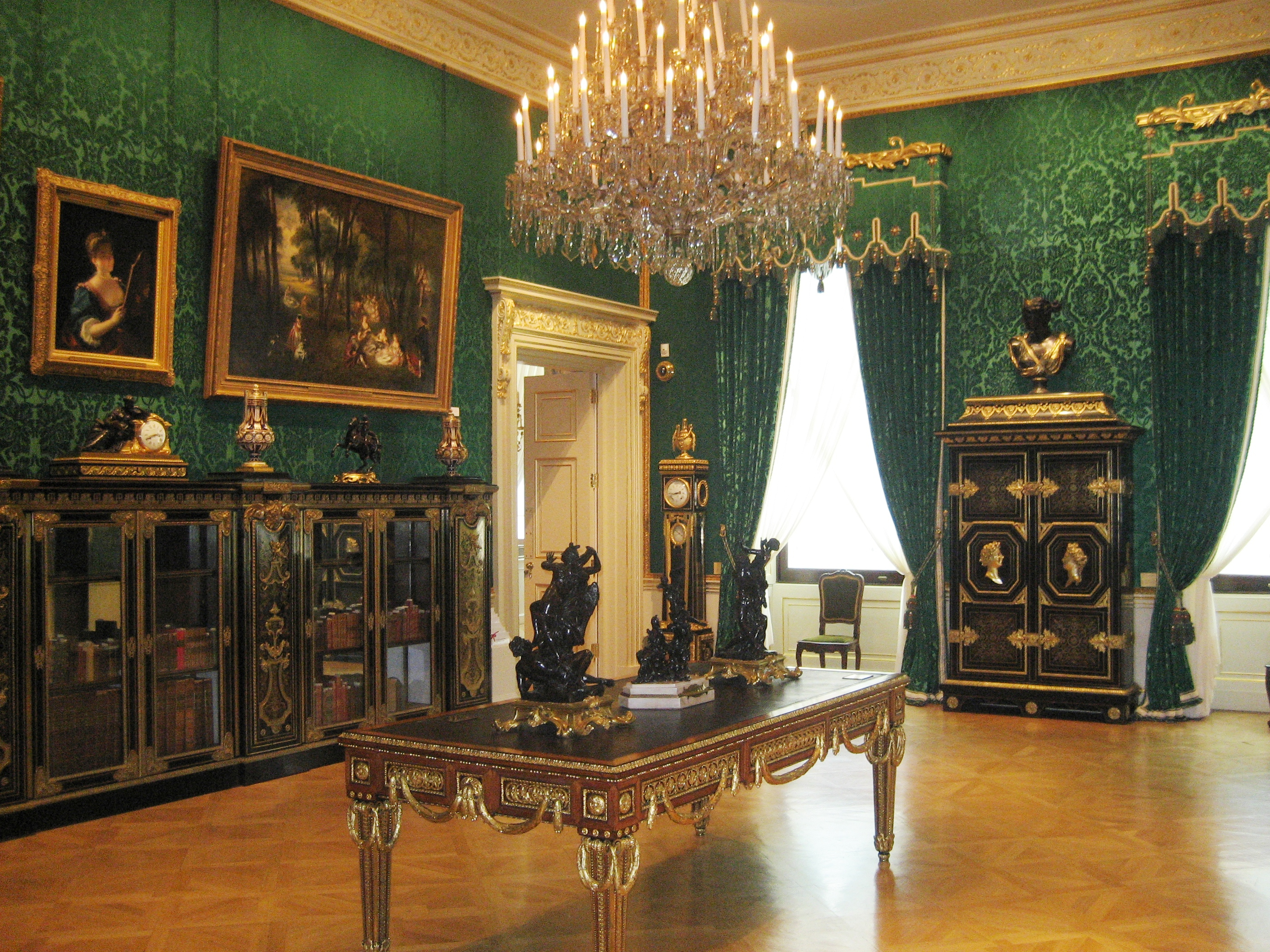
Велика вітальня. Містить деякі з робіт французького майстра-мебляра Андре-Шарля Буля
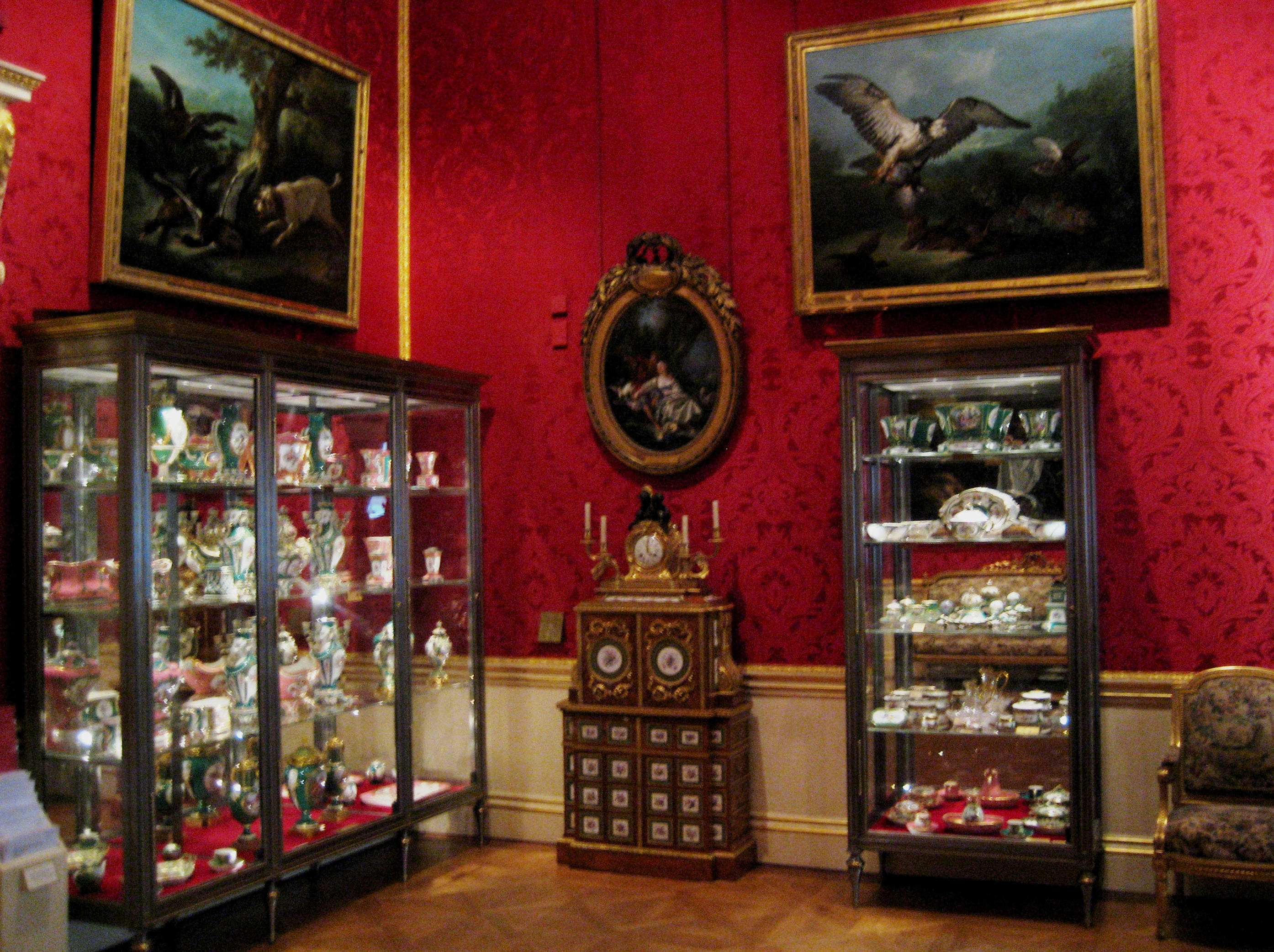
Частина музейної колекції севрської порцеляни
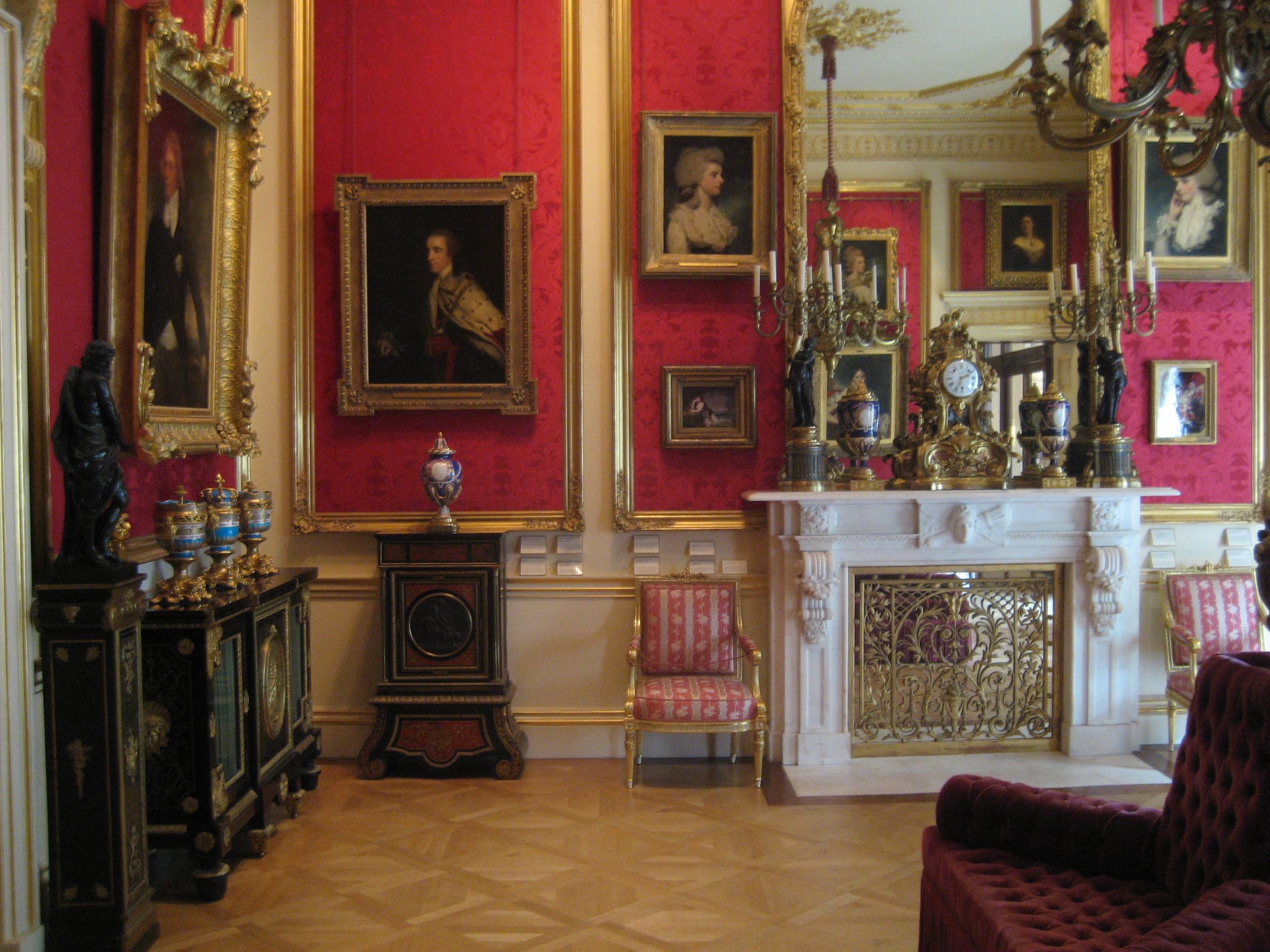
Вітальня на другому поверсі. Відреставрована у середині 1990 рр. у стилі кінця ХІХ ст.
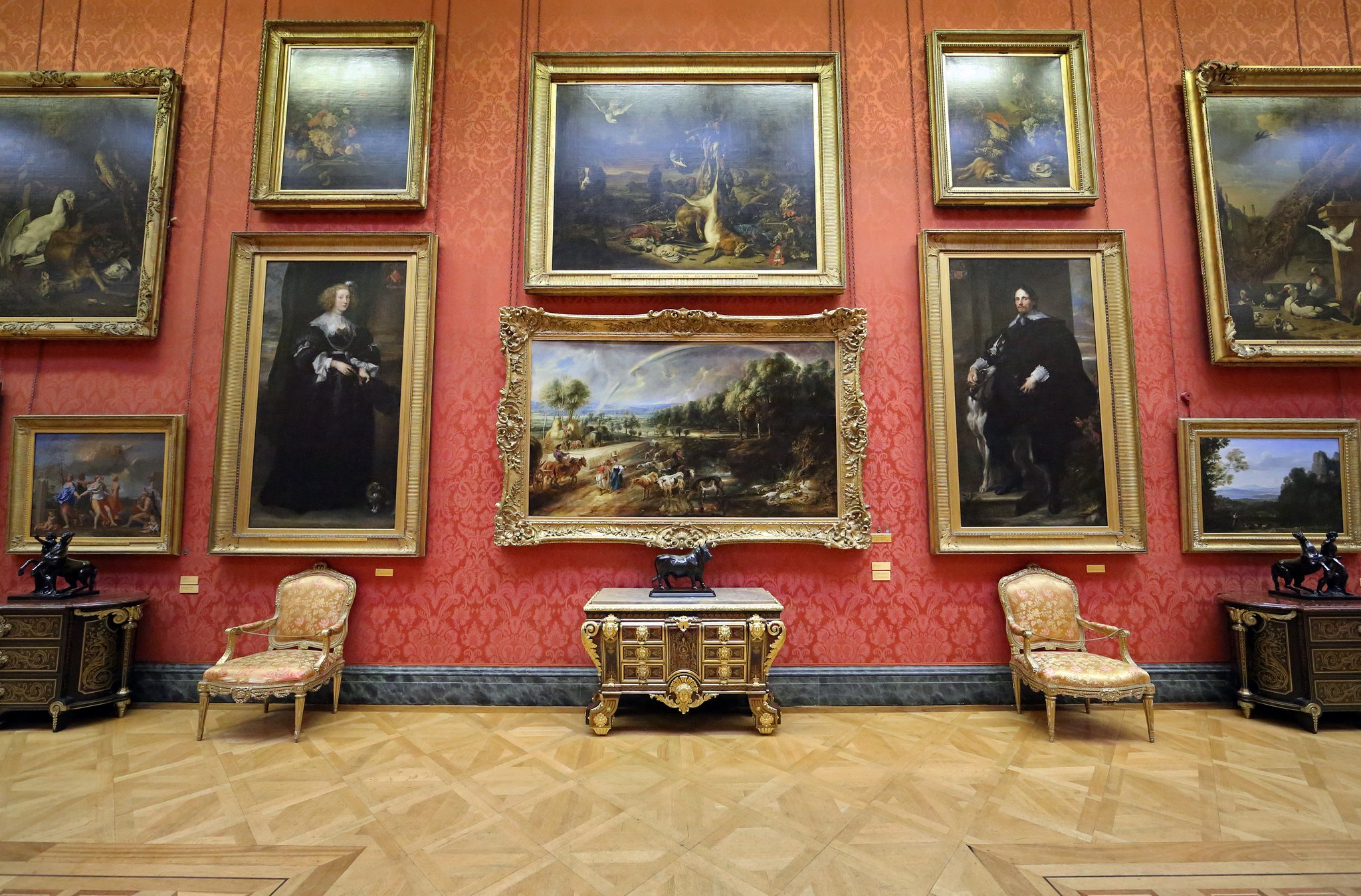
Велика галерея у 2012 році, з Пейзажем із веселкою Пітера Пауля Рубенса, портретами Антоніса ван Дейка та іншими видатними роботами

## Історія зібрання
Зібрання Воллеса — оригінальна сімейна колекція, твори мистецтва для якої було зібрано між 1760 та 1880 роками першими чотирма маркізами Гертфордськими з родини Сеймур-Конвей та сером Річардом Воллесом (1818—1890) для свого лондонського особняка Гертфорд-хаус на Манчестер-сквер. У XIX столітті представники родини жили й працювали у Парижі та Лондоні, що визначило європейський характер колекції.
Френсіс Сеймур-Конвей, 1-й маркіз Гертфордський (1718—1794), британський придворний і політик, прямий нащадок Едуарда Сеймура, 1-го герцога Сомерсетського, брата Джейн Сеймур, третьої дружини короля Генріха VIII, та дяді короля Едуарда VI, придбав вісім картин, що зараз представлені в Зібранні Воллеса: шість робіт Каналетто (і його студії) та портрети двох дочок маркіза, Френсіс і Елізабет, що він їх замовив у Джошуа Рейнольдса.
Френсіс Інґрам Сеймур-Конвей, 2-й маркіз Гертфордський (1743—1822), син 1-го маркіза, посол у Берліні та Відні і лорд-камергер, придбав два прекрасних англійських портрети: Неллі О'Браєн Джошуа Рейнольдса і Мері Робінсон («Пердіта») Джорджа Ромні. Йому було подаровано ще один портрет Мері Робінсон, яка була другом сім'ї, роботи Томаса Гейнсборо. Він також придбав декілька французьких меблів і виробів севрської порцеляни.
Френсіс Чарльз Сеймур-Конвей, 3-й маркіз Гертфордський (1777—1842), син 2-го маркіза, британський консервативний політик і колекціонер, друг принца-регента, згодом короля Георга IV, був знаним знавцем мистецтва. Він придбав Персея і Андромеду Тіціана, твори голландського мистецтва XVII століття, такі як Мереживниця Каспара Нетшера і Добрий самаритянин Рембрандта, а також французькі меблі, вироби з позолоченої бронзи і севрської порцеляни.
Річард Сеймур-Конвей, 4-й маркіз Гертфордський (1800—1870), син 3-го маркіза, народився в Лондоні, але виріс у Парижі з матір'ю. Короткий час він був членом Британського парламенту і кавалерійським офіцером, але у 1829 році вирішив відмовитися від будь-яких публічних обов'язків і назавжди оселитися у Парижі. Останні тридцять років його життя були присвячені колекціонуванню творів мистецтва. Він придбав твори голландського живопису (у тому числі картини Портрет Тітуса, сина художника Рембрандта і Кавалер, який сміється Франса Галса), багато чудових картин «старих майстрів» (включаючи шедеври Пуссена, ван Дейка, Веласкеса і Рубенса) і більшість картин XIX століття, що зберігаються натепер у Зібранні Воллеса. Як і його батько, він захоплювався французьким мистецтвом XVIII століття, але придбав ширше коло предметів і набагато більшого масштабу. Він купував картини Ватто, Ґрьоза, Буше і Фраґонара, чимало виробів севрської порцеляни, меблі найкращих французьких меблярів-червонодеревників, таких як Ґодро і Різенер, а також мініатюри, золоті шкатулки, гобелени і скульптури. В останньому десятилітті свого життя він придбав значну колекцію східних обладунків та зброї, а також репрезентативні зразки європейської зброї. 4-й маркіз, як правило, купляв предмети мистецтва на аукціоні через агентів, віддаючи перевагу творам високого ґатунку, що перебували у доброму стані та були відомі своїм походженням. Саме його смак, одного з найвидатніших колекціонерів XIX століття, більше, ніж будь-якого іншого засновника, визначив характер Зібрання Воллеса, що ми його бачимо сьогодні.
1870 року особняк з усім його вмістом перейшов від 4-го маркіза до його побічного сина та секретаря — сера Річарда Воллеса. Він кохався у витворах мистецтва французької культурної епохи рококо та більшу частину життя провів у Парижі, скуповуючи роботи Буше, Фраґонара та інших майстрів. На знак вдячності він подарував місту Парижу п'ять десятків «фонтанчиків Воллеса», які стали міськими пам'ятками. Після повернення до Лондона у 1872 році він виставив велику частину колекції (на час реконструкції Гертфорд-хауса) в Музеї Бетнал-Грін, де її подивилися кілька тисяч людей, а сама виставка стала сенсацією. Принциповою відмінністю від батька була його любов до творів мистецтва Середньовіччя та доби Відродження; він придбав дві великі колекції європейських обладунків та зброї, ранні італійські картини та ілюстровані сторінки з давніх манускриптів, що належали віконту де Тозья, а також багато чудових мініатюр і золотих шкатулок. 26 липня 1878 року улюблений прем'єр-міністр королеви Вікторії Бенджамін Дізраелі, граф Біконсфілд, відвідав Гертфорд-хаус і записав у книзі відвідувачів: «Біконсфілд у цьому палаці геніальності, фантазії та смаку». Наприкінці життя сер Річард Воллес обговорював можливість передачі своєї колекції нації, але не зміг отримати гарантій від уряду щодо експлуатаційних витрат. Колекціонер помер 1890 року і був похований на паризькому кладовищі Пер-Лашез.
Через сім років його вдова, леді Воллес, уроджена Амелі-Джулія-Шарлотта Кастельно, заповіла колекцію британській нації за умови, що особняк Гертфорд-хаус буде відкрито для вільного відвідування всіма охочими, що і сталося 22 червня 1900 року. Це був найбільший приватний дар, коли-небудь отриманий Великою Британією. Висловлюючи свою волю, леді Воллес майже напевно мала бажання вшанувати пам'ять свого чоловіка, у той же час вона відзначила й свою важливу роль у формуванні та збереженні колекції. Заповітом було також обумовлено, що жоден предмет ніколи не може залишити Зібрання, навіть для експонування на тимчасових виставках; музей не має права придбавати або отримувати в дар твори мистецтва. Леді Воллес також уточнила, що уряд має виділити місце для будівництва нового музею, та вся колекція повинна зберігатися разом (після оголошення заповіту уряд ухвалив рішення не будувати новий музей, а придбати безумовне право власності на Гертфорд-хаус, протягом наступних трьох років будівлю було переобладнано для використання як музей). Зібрання в Гертфорд-хаусі зберігається у незмінному вигляді до наших днів; музей не працював лише під час двох світових воєн.
Перед смертю леді Воллес заповіла значну частину свого майна, у тому числі художні колекції поза межами Гертфорд-хауса, серу Джону Мюррею-Скотту (1847—1912), який працював секретарем сера Річарда Воллеса і став найближчим другом і радником його вдови в її останні роки. Мюррей-Скотт раптово виявився одним з найбагатших людей в Європі, власником квартири на вулиці Лафіт і палацу Багатель у Парижі, а також інших маєтностей у Лондоні, де знаходилися колекції меблів, скульптури, гобеленів і порцеляни; він став першим опікуном Зібрання Воллеса. Згодом Мюррей-Скотт продав палац Багатель, а після смерті заповідав паризьку квартиру і твори мистецтва своїй подрузі баронесі Секвілл, яка швидко продала колекцію артдилеру Жаку Селігману. Останній розпорошив її в наступні роки; твори мистецтва з цього «другого Зібрання Воллеса» тепер можна знайти в музеях і приватних колекціях Америки та Європи.

### Хранителі та директори Зібрання
- 1897—1911 — сер Клод Філліпс;
- 1912—1924 — Дугалд Сазерленд Макколл;
- 1924—1936 — Семуель Кемп;
- 1936—1962 — сер Джеймс Манн;
- 1963—1974 — сер Френсіс Вотсон;
- 1974—1978 — Теренс Годжкінсон;
- 1978—1992 — Джон Інґамелс;
- 1992—2011 — Дама Розалінд Севілл;
- 2011—2016 — доктор Кріштоф Мартін Фоґтгерр;
- з 2016 року — доктор Зев'єр Брей.

## Статус музею та умови відвідування
Зібрання Воллеса має статус позавідомчої публічної установи Великої Британії та благодійної організації; керується у своїй діяльності Актом про музеї та галереї 1992 року.
Вхід до музею, у тому числі на тимчасові виставки, безплатний.
Музей працює щодня (крім 24, 25 та 26 грудня) з 10-ї до 17-ї години. Безкоштовні плани поверхів можна отримати в інформаційному бюро; там же за невелику плату доступні аудіогіди англійською та французькою мовами, а також мультимедійний гід для дітей.

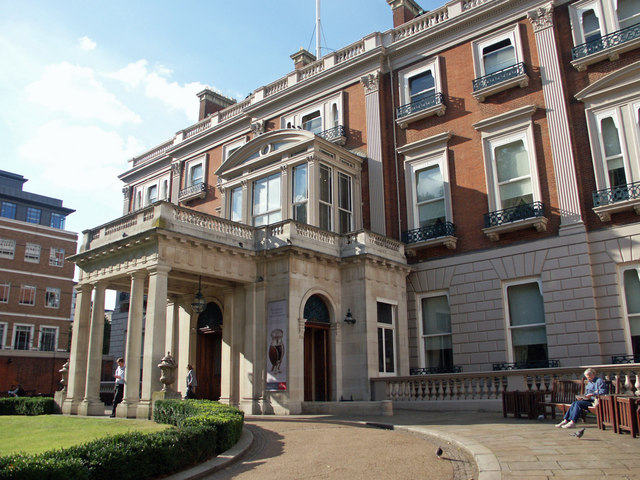
Зібрання Воллеса, головний вхід, вересень 2007 р.

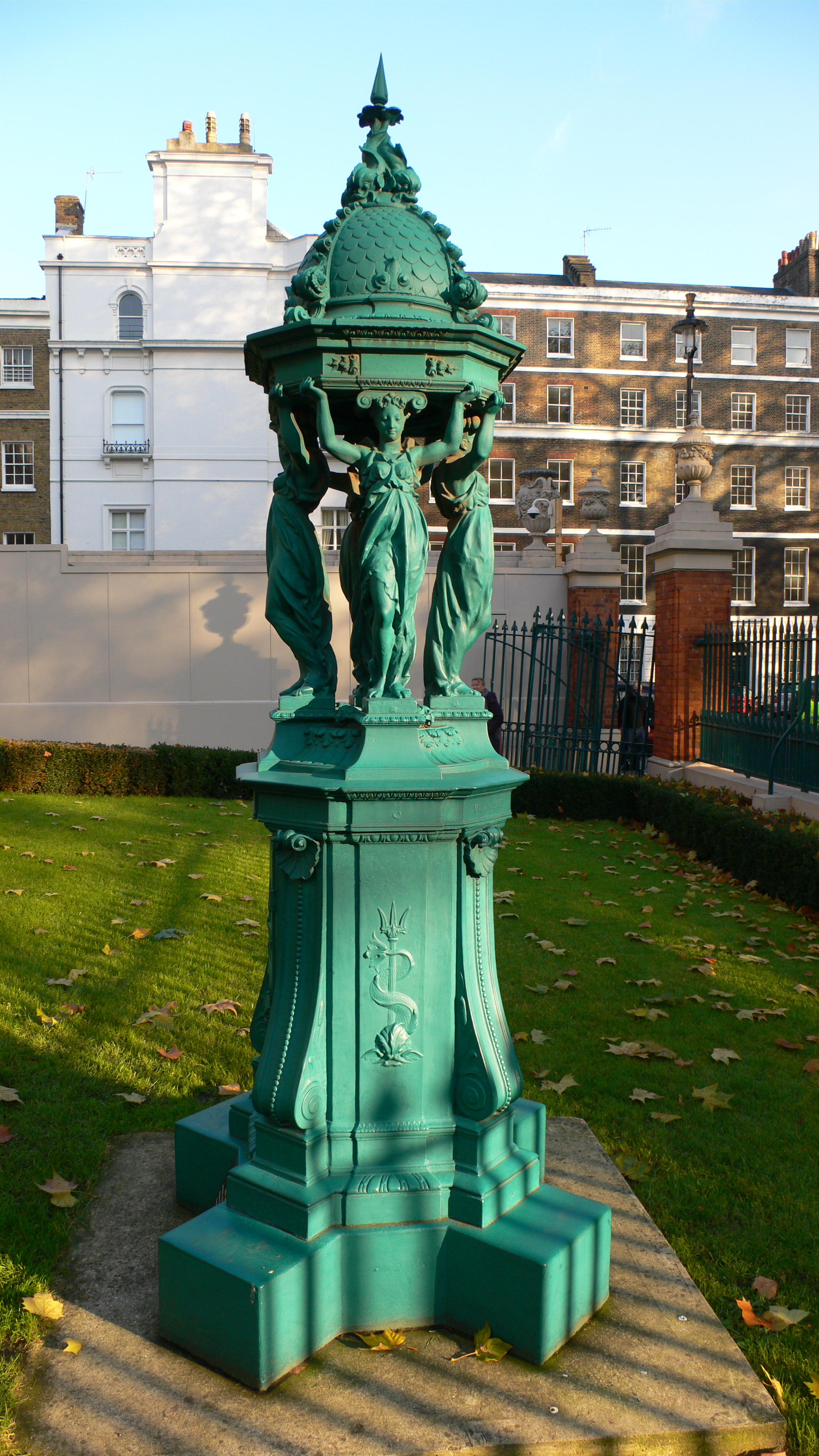
«Фонтан Воллеса» перед музеєм, грудень 2005 р.

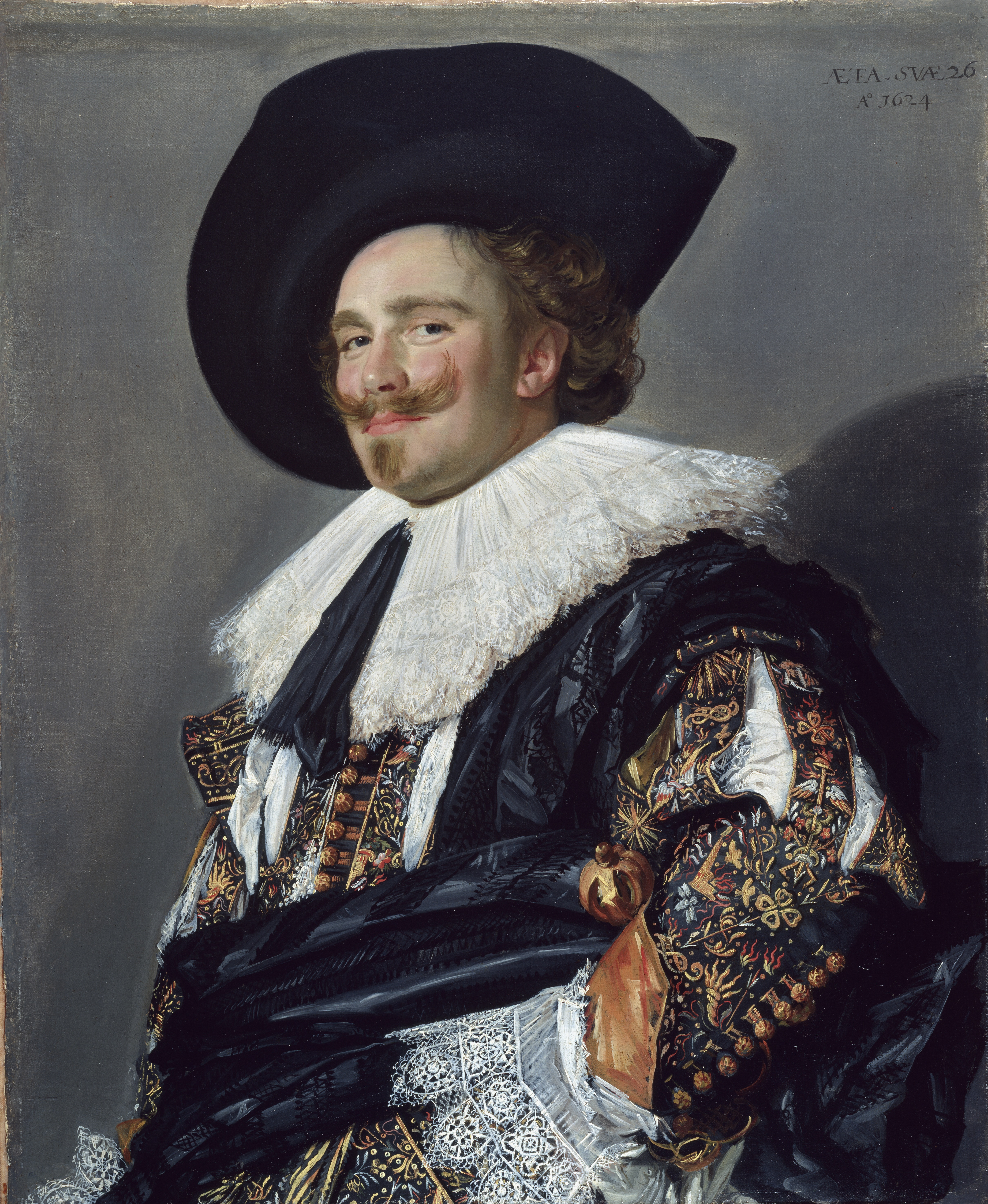
Франс Галс. ', 1624

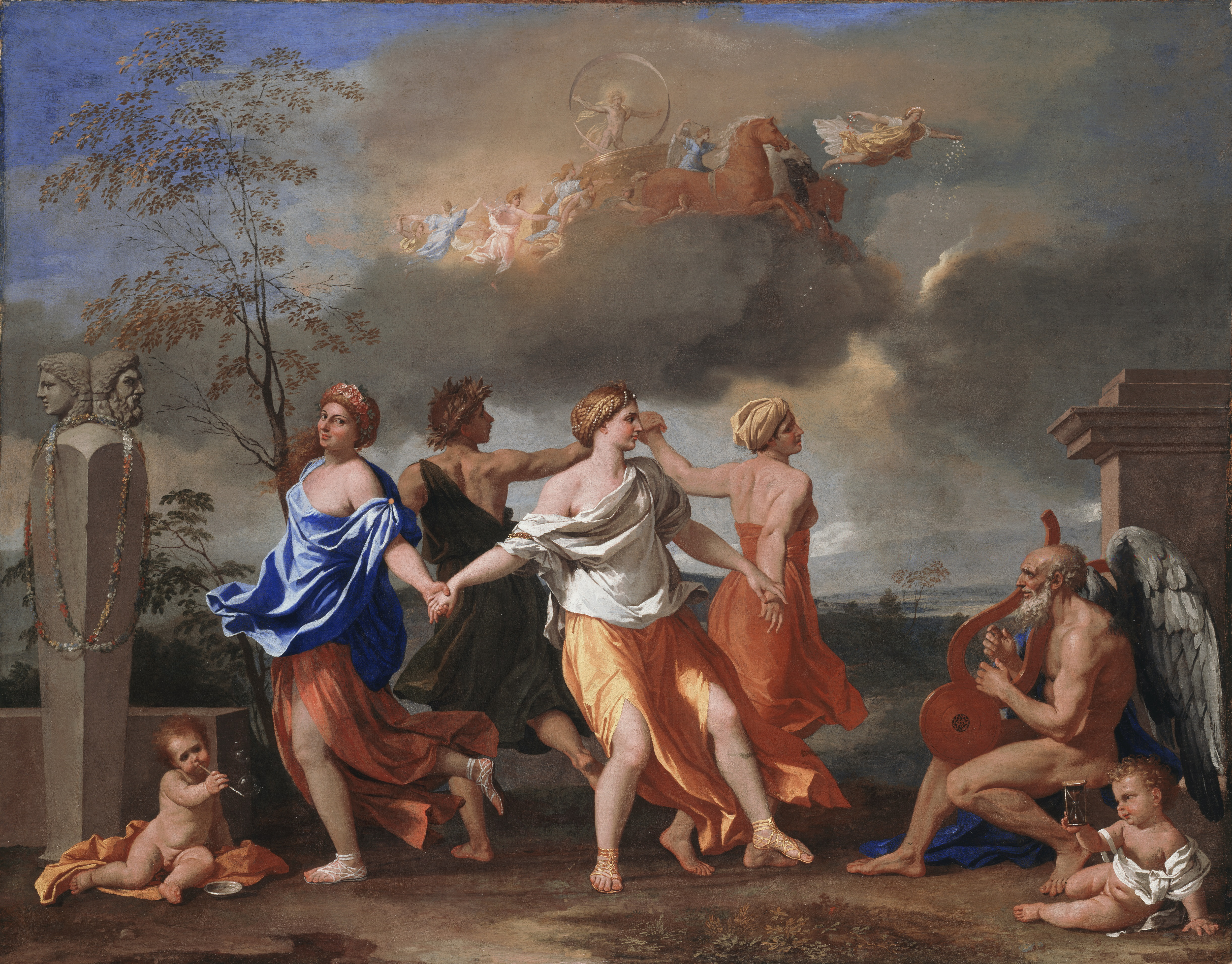
Нікола Пуссен. Танець під музику Часу, бл. 1634—1636

У музеї створено належні умови для відвідувачів з обмеженими можливостями (у тому числі глухих та зі зниженим слухом, порушеною мобільністю, сліпих та слабозорих); організовуються спеціальні заходи для дітей та сімейного дозвілля, у його приміщенні влаштовуються концерти, лекції, творчі вечори, класи живопису; дослідники можуть працювати у бібліотеці та архіві Зібрання.
У рамках співробітництва з Оксфордським університетом у музеї забезпечується викладання курсу «Мистецтво епохи Просвітництва: малюнок, текст, об'єкт» для аспірантів.
Музей створив також інтернет-базу даних Wallace Live, що в ній можна шукати зображення та інформацію по об'єктах Зібрання. В YouTube та подкастах доступні відеоматеріали про скарби музею.
У крамниці музею — широкий вибір альбомів, книг, сувенірів та подарунків, на створення яких надихнули твори мистецтва з колекцій Зібрання.

## Шедеври зібрання
Музей вважає своїми перлинами:
- картину Франса Галса Кавалер, який сміється[en], Нідерланди, 1624, полотно, олія (велика галерея);
- письмовий прилад з «глобусами», Франція, 1758—1759, Севрська порцелянова мануфактура, ювелір Жан-Клод Шамбеллан Дюплессі старший[en] (бл. 1695—1774), автор зображень херувимів, імовірно, Шарль-Ніколя Доден[fr] (1734—1803), розпис по м'якій порцеляні, позолочені та посріблені кріплення (виставкова галерея 2);
- секретер Людовика XV, Франція, 1739, майстри Антуан-Робер Ґодро (1682—1746), Жак Каф'єрі[en] (1678—1755), дуб, оздоблений цінними породами дерева і сатином, ящики з червоного дерева, червона лляна підкладка всередині ящиків і шаф, золочена бронза, позолочені латунні петлі, латунні дверні ручки і замок кронштейна між ящиками, змійовидна мармурова стільниця (задня парадна зала);
- бюст мадам де Серії[fr] Жана-Антуана Гудона, Франція, 1782, мармур (їдальня);
- кінний обладунок, імовірно, зброяр Ульріх Рьомбс, Німеччина, Ландсгут, бл. 1480, 1800—1899 (рукавиці), залізо з низьким і середнім вмістом вуглецю сталі, шкіра, повсть, полотно, дерево і мідні сплави, рифлення, пресування, точіння, протруювання, штампування, карбування, гравірування (зала європейської зброї II);
- портрет маркізи де Помпадур роботи Франсуа Буше, Франція, 1759, полотно, олія (овальна вітальня);
- табакерку роботи ювеліра Жана Дюкроле (бл. 1710—1787), Франція, Париж, 1744, золото, емаль (будуар);
- картину Пітера Пауля Рубенса Пейзаж із веселкою, Фландрія, бл. 1636, дубова панель, олія (велика галерея);
- гардероб, вважається роботою Андре Шарля Буля, Франція, бл. 1700, дуб (задню частину пофарбовано чорною фарбою), ебонітове дерево, маркетрі Буль з обробленням латунню і панциром черепахи, маркетрі (внутрішні двері) з обробленням ебонітовим деревом, щирицею та оловом, позолочена бронза, стальні замки, болти і ключ (велика вітальня);
- картину Жана-Оноре Фраґонара Гойдалка, Франція, 1767, полотно, олія (овальна вітальня);
- вазу для охолодження вина, майстерня Фламініо Фонтани (період активної роботи: 1571—1591), Італія, Урбіно, 1574, глазурована оловом кераміка, розписана (кімната для куріння);
- картину Антуана Ватто Галантний Арлекін і Коломбіна, Франція, бл. 1714—1717, дубова панель, олія (мала вітальня).

## Будівля
Зібрання Воллеса експонується у «домашній обстановці» у Гертфорд-хаусі — головній резиденції своїх колишніх власників, сера Річарда і леді Воллес, розташованій у центрі Лондона та спорудженій як Манчестер-хаус наприкінці XVIII століття.
Особняк було побудовано за проектом архітектора Джошуа Брауна між 1776 та 1788 роками Джорджем Монтегю, 4-м герцогом Манчестерським на орендованих ним землях, що належали родині Портмен. Триповерхова будівля складалася з п'яти секцій на південному фасаді та мала велике венеціанське вікно.
У 1791—1795 роках вона використовувалася посольством Іспанії, а у 1797 році будівлю орендував Френсіс Інґрам Сеймур-Конвей, 2-й маркіз Гертфордський. У 1807 році він додав по дві кімнати у кожному крилі на другому поверсі та зимовий сад над головним входом. 2-й маркіз використовував будинок як свою основну лондонську резиденцію, проводячи там багато імпрез, найпрестижнішою з яких був бал Союзних суверенів після поразки Наполеона у 1814 році. У 1836—1851 роках у будинку перебувало посольство Франції.
Річард Сеймур-Конвей, 4-й маркіз Гертфордський жив в основному в Парижі і використовував Манчестер-хаус переважно для зберігання колекції творів мистецтва, що зростала. Лише після Паризької Комуни, у 1871 році, сер Річард Воллес, побічний син 4-го маркіза, вирішив повернутися до Лондона разом із більшою частиною своєї паризької колекції. Придбавши орендні права на Манчестер-хаус у Френсіса Джорджа Хьюга Сеймура, 5-го маркіза Гертфордського, він перейменував будинок на честь батька у Гертфорд-хаус. Архітектор Томас Емблер на замовлення сера Річарда перебудував будівлю, завершивши три сторони внутрішнього чотирикутника низкою галерей на другому поверсі, в тому числі прекрасною великою галереєю в задній частині будівлі, створив новий передній портик з доричними пілястрами, побудував каретний сарай і кімнату для куріння. У 1897—1900 роках будинок було перетворено Офісом громадських робіт на музей.
Після реалізації Проекту Сторіччя музею у 2000 році архітектором Ріком Мазером і його компанією площа музею збільшилась на 30 відсотків; було створено престижний ресторан у французькому стилі у перекритому скляним дахом внутрішньому дворі (саду скульптур), що ним управляє компанія «Пейтон і Бірн».

### Музейний простір
- Перший поверх: хол (оновлено у 1994 році); їдальня; передня парадна зала; задня парадна зала; галерея XVI століття; кімната для куріння; більярдна кімната; зала східної зброї; зала європейської зброї I; зала європейської зброї II; зала європейської зброї III; збройовий коридор.
- Другий поверх: хол; овальна вітальня; мала вітальня; велика вітальня; східна вітальня; східна галерея I; східна галерея II; східна галерея III; велика галерея; будуар; кабінет; західна кімната; західна галерея I; західна галерея II; галерея XIX століття.
- Цокольний поверх було реконструйовано у 2000-х роках; оновлено та збільшено площу порфірового подвір'я; створено: галерею збереження Рітблета[en]; виставкові галереї; лекційний театр Ґудісона; освітню студію Мері Вестон; бібліотеку Еранди для відвідувачів.

## Колекції

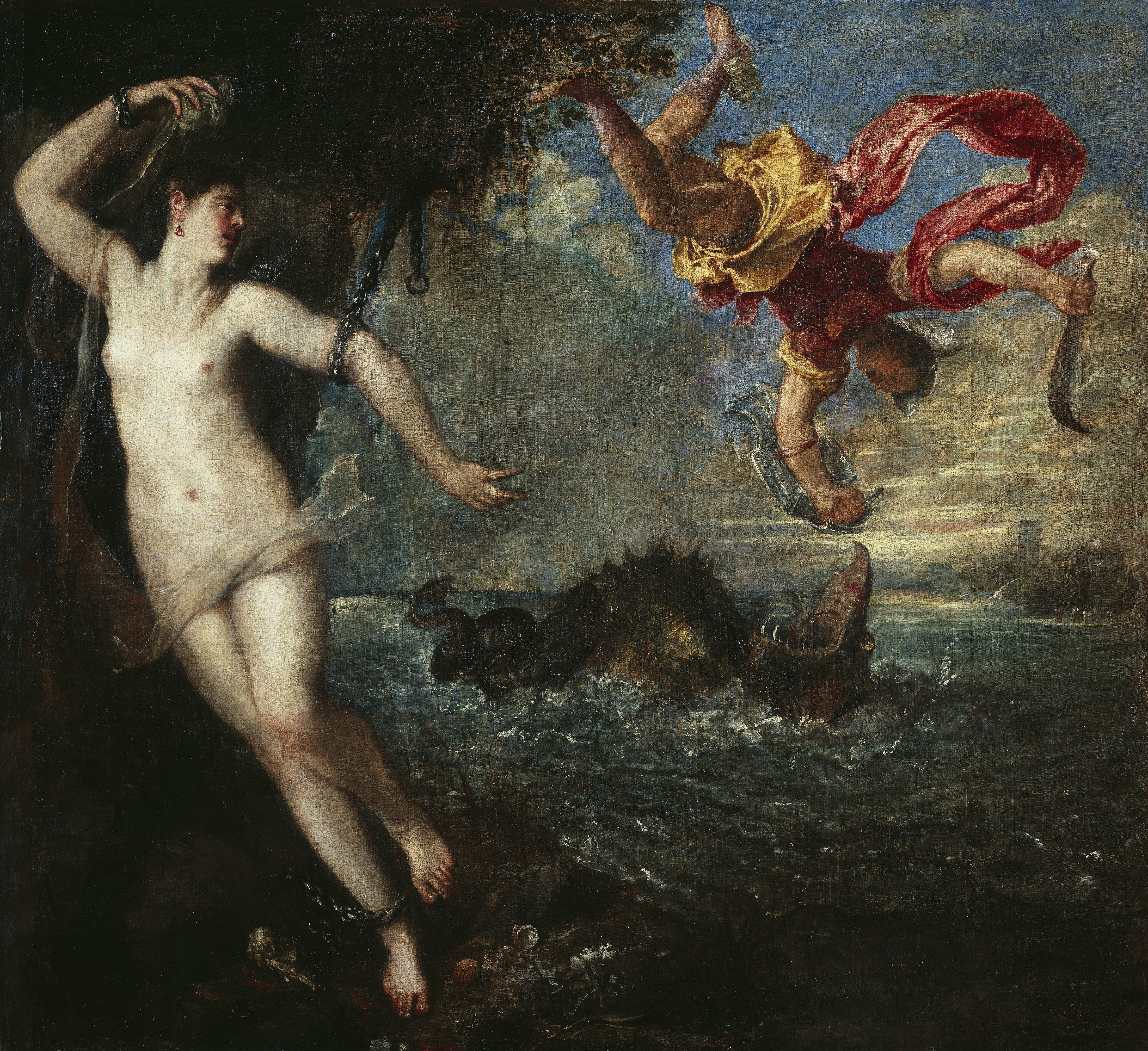
Тіціан. Персей і Андромеда, бл. 1554—1556

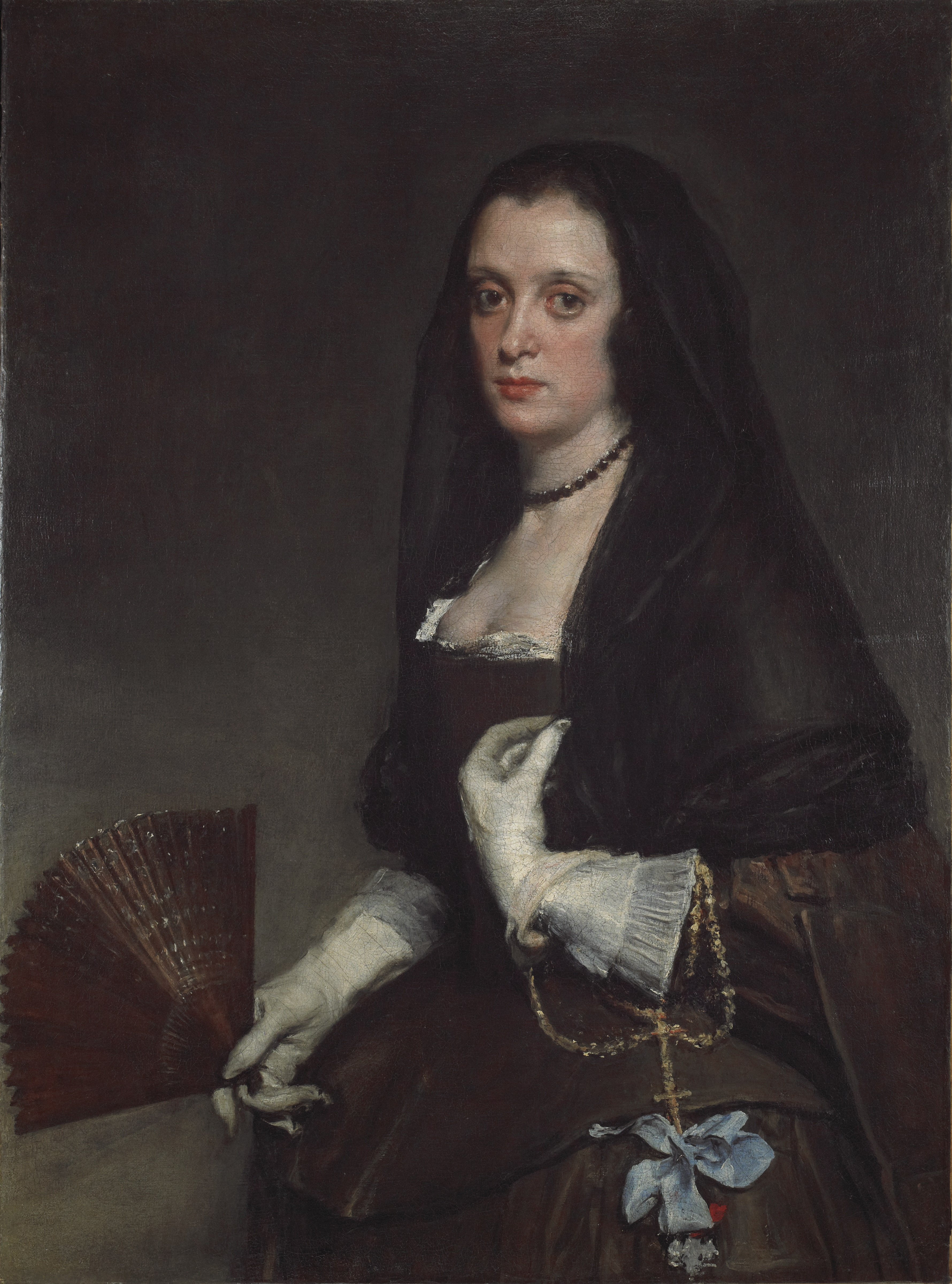
Дієго Веласкес. Пані з віялом, бл. 1648

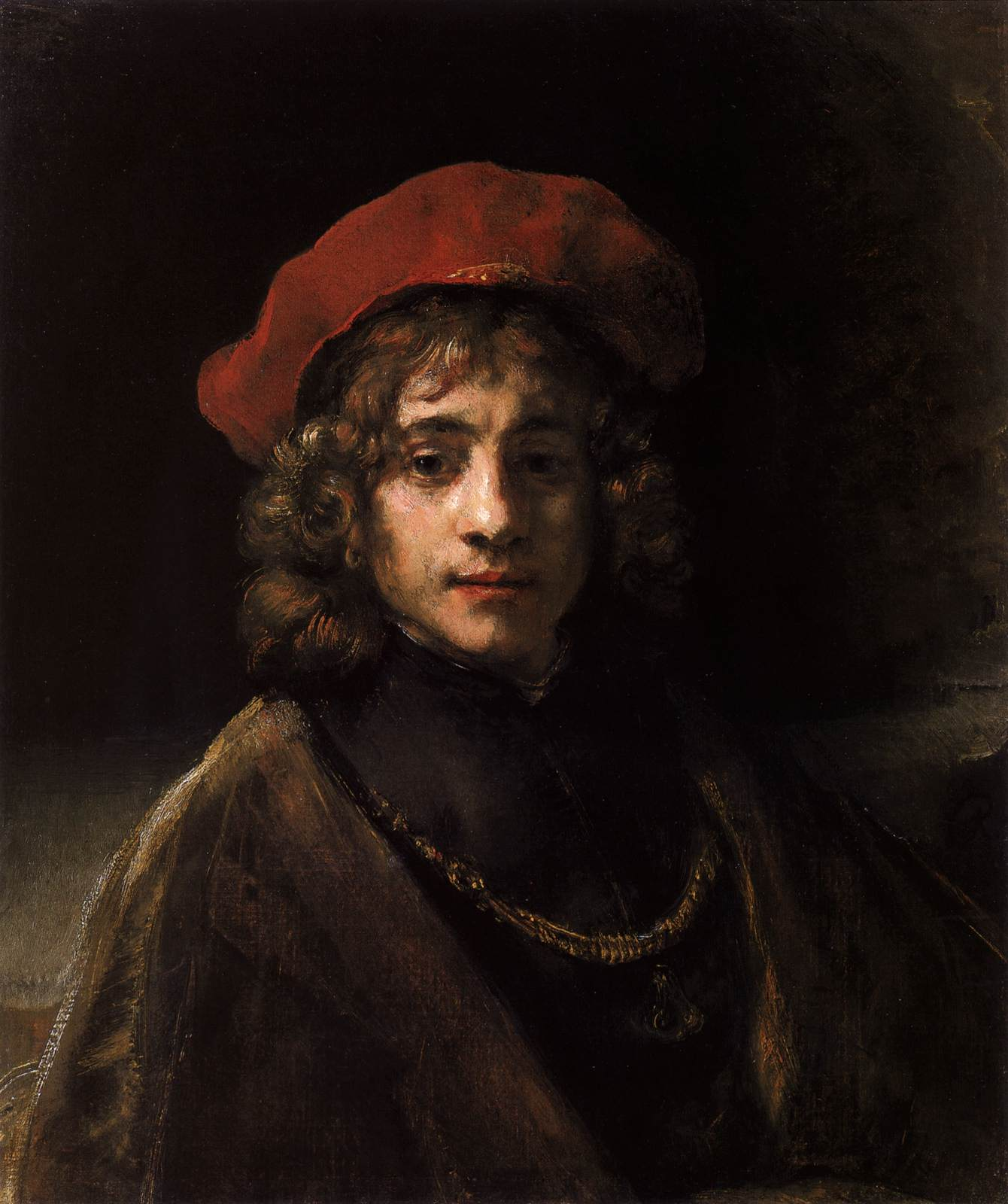
Рембрандт. Портрет Тітуса, сина художника, бл. 1657

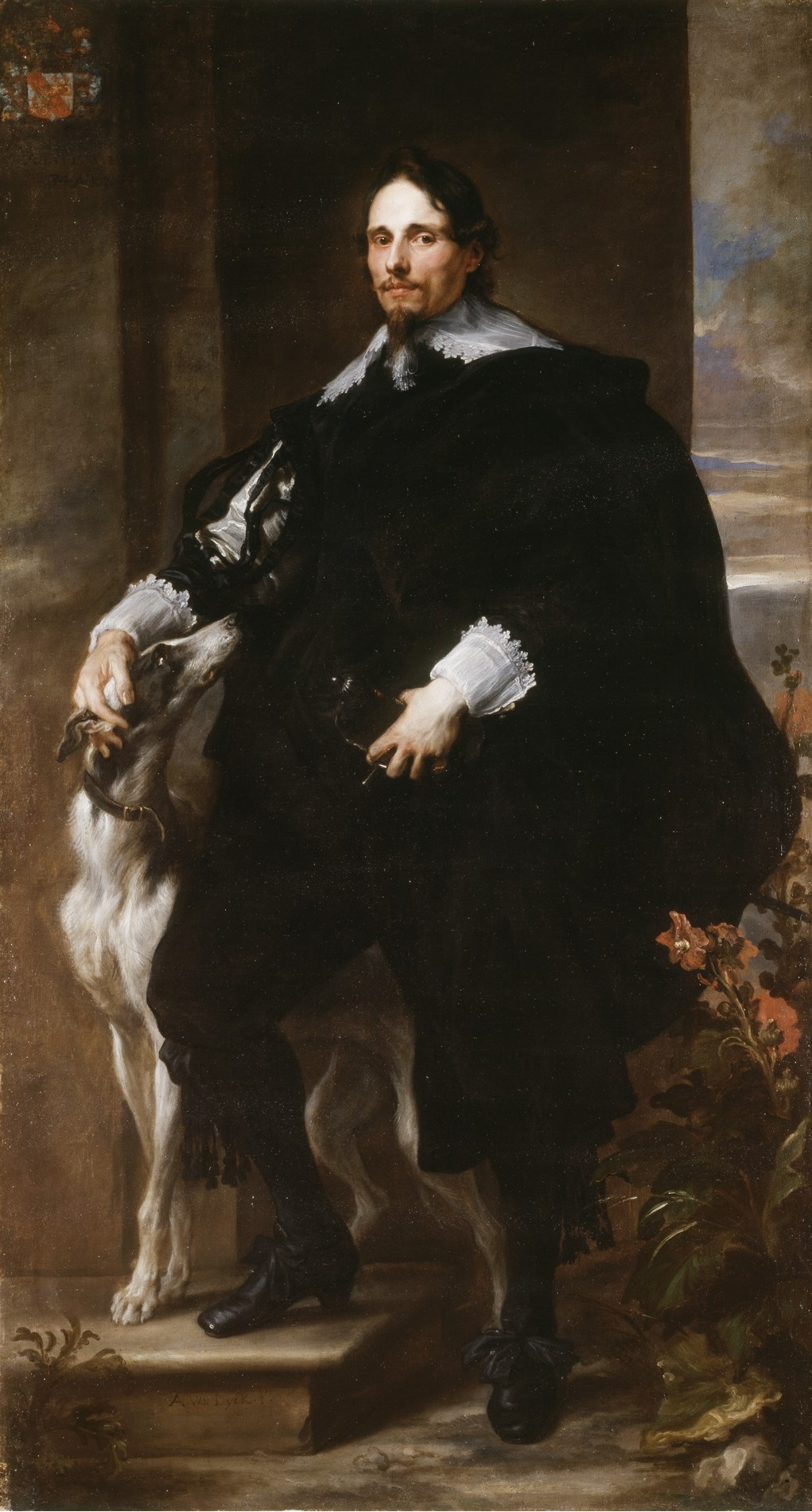
Антоніс ван Дейк. Портрет Філіпа Ле Руа, 1630

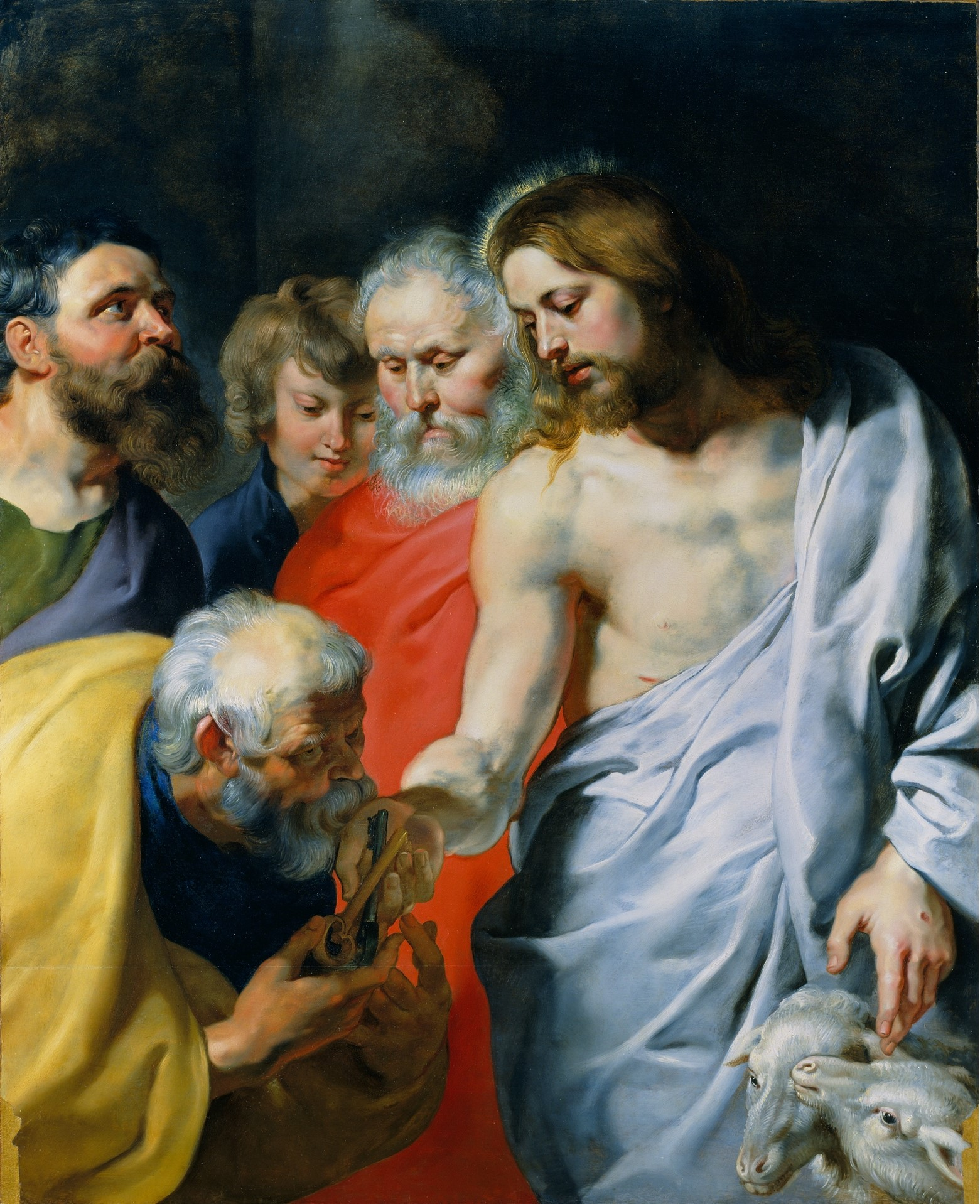
Пітер Пауль Рубенс. Вручення ключів від чистилища і раю святому Петру, бл. 1616

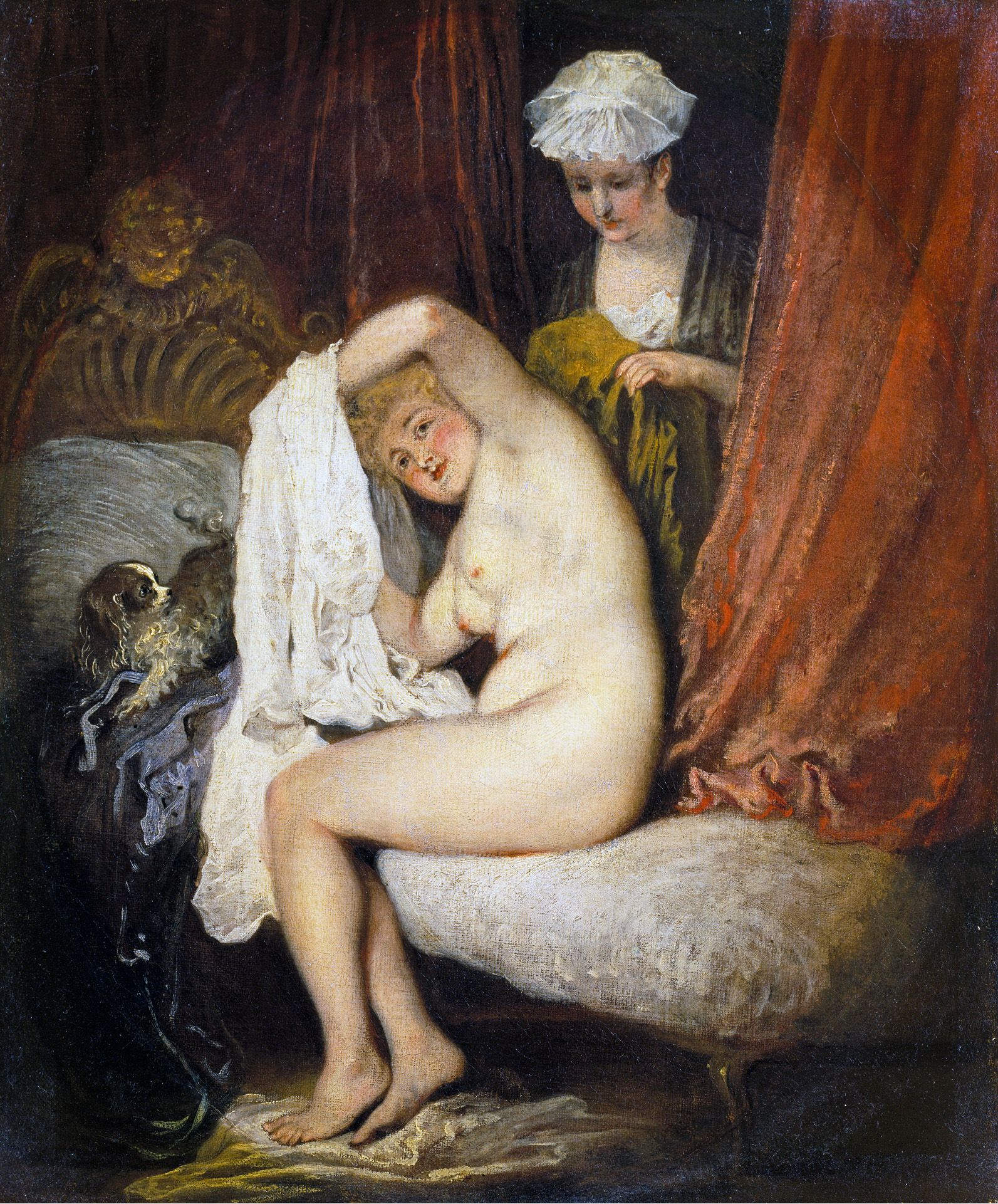
Антуан Ватто. Жінка за туалетом, бл. 1716—1718

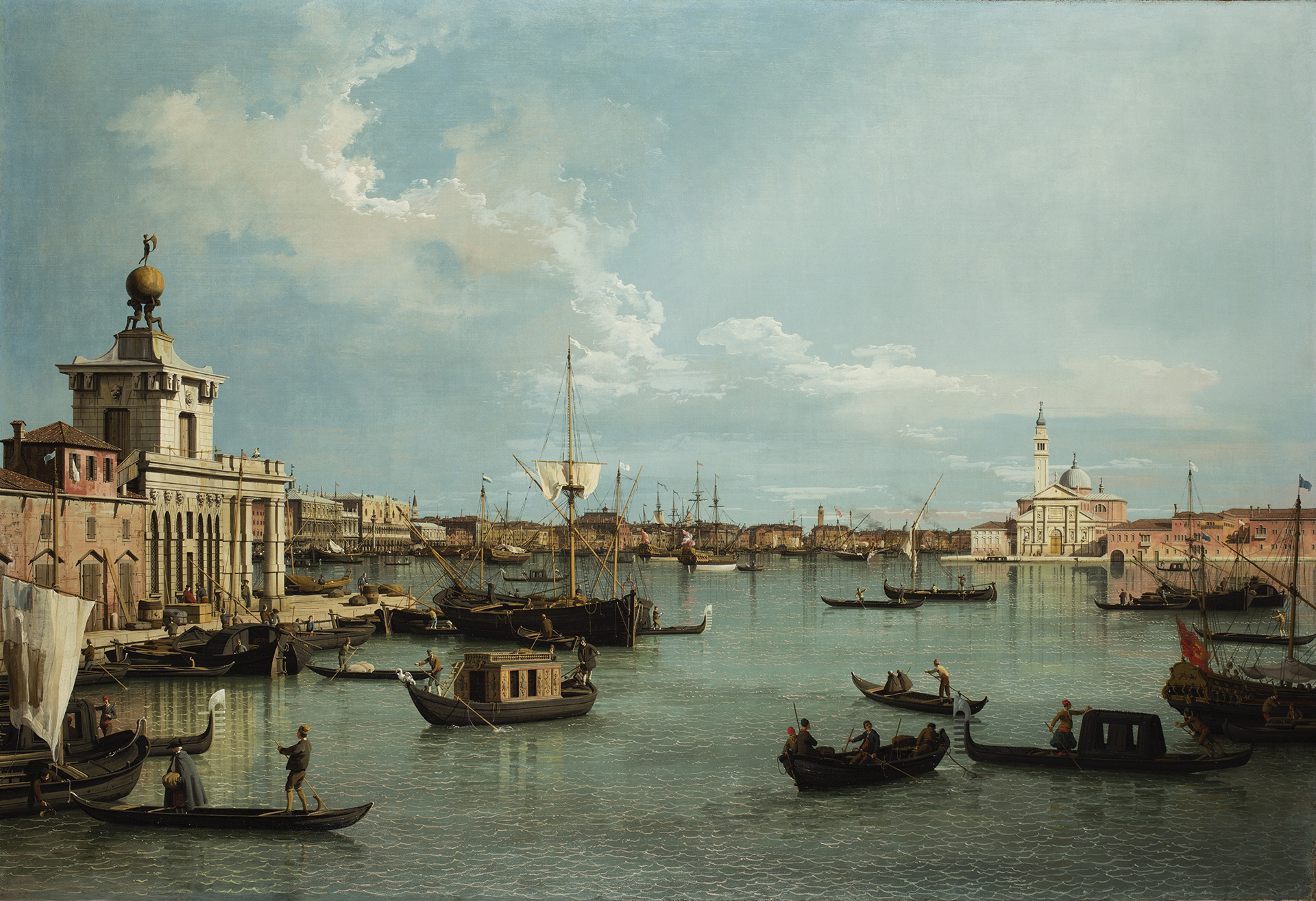
Каналетто. Залив Джудекка, Венеція, бл. 1740

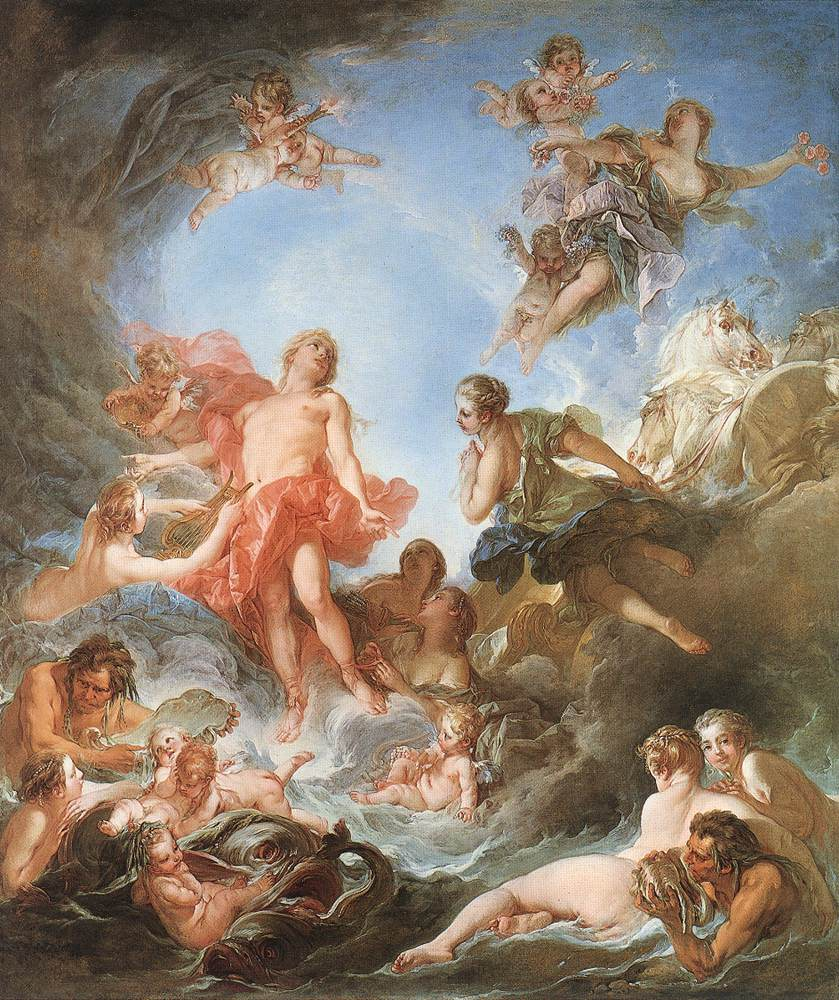
Франсуа Буше. Схід Сонця, 1753

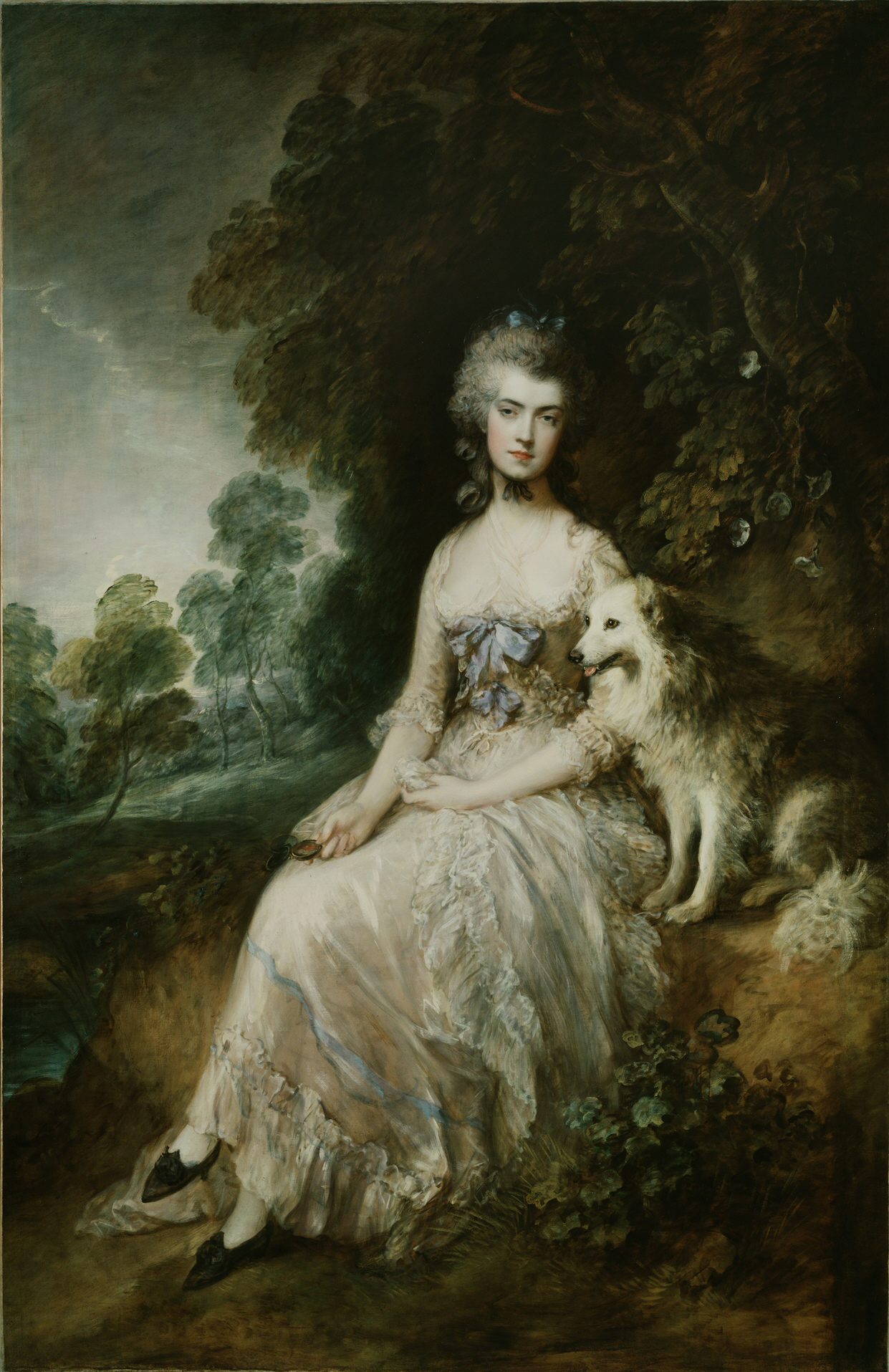
Томас Гейнсборо. Мері Робінсон (Пердіта), бл. 1781

У Зібранні Воллеса представлені колекції: картин і мініатюр; кераміки; зброї та обладунків; творів декоративно-ужиткового мистецтва; меблів; скульптури; у Зібранні також є як мінімум одна реліквія — дзвіночок святого Мури.
Твори мистецтва у Зібранні включають:
- картини, акварелі та малюнки — 775;
- меблі — 528;
- кераміка — 510;
- європейська та східна зброя і обладунки — 2370;
- скульптура — 466;
- мініатюри — 334;
- твори декоративно-ужиткового мистецтва Середньовіччя і доби Відродження — 363;
- ювелірні вироби — 120.

### Картини і мініатюри
Зібрання Воллеса представляє масив європейських картин, написаних маслом, з XIV до середини XIX століття, що серед музеїв Англії поступається лише Національній галереї.
Картини «старих майстрів» Зібрання Воллеса представлено світовими шедеврами, виконаними провідними художниками свого часу. Особливо повно в Зібранні Воллеса репрезентовано голландський і фламандський живопис XVII століття, експонуються також й видатні твори англійських, італійських та іспанських художників. Оскільки Річард Сеймур-Конвей, 4-й маркіз Гертфордський майже постійно жив у Парижі, не дивно, що в колекції повноцінно представлені провідні французькі художники XVIII і XIX століть: Ватто, Буше, Фраґонар, Александр-Габріель Декан і Месоньє, чиїх картин практично немає в інших місцях у Британській національній колекції. Колекція французького живопису XVIII століття Зібрання Воллеса є однією з найкращих у світі.
Представлено групу прекрасних англійських і французьких акварелістів XIX століття, у тому числі роботи Бонінгтона, Тернера, Жеріко та Декана, а також понад триста мініатюр XVI—XIX століть, більшість з яких належить французьким художникам. Картини, акварелі і мініатюри в Зібранні Воллеса дають унікальну можливість побачити у наш час модну колекцію середини XIX століття, зібрану в Лондоні та Парижі з винятковим смаком і майже необмеженими ресурсами.
Колекція картин, акварелей та малюнків репрезентує всі провідні європейські школи.
- Британське, німецьке, іспанське та італійське мистецтво — 151 картина, 60 малюнків[10];
- Французьке мистецтво ХІХ століття — 134 картини, 57 акварелей[11];
- Французьке мистецтво до 1815 року — 144 картини, 8 малюнків і акварелей[12];
- Голландське мистецтво — 173 картини, 2 малюнки[13];
- Фламандське мистецтво — 8 картин[13].

Англійська школа
- Томас Гейнсборо — 2 картини;
- Едвін Лендсір — 4 картини;
- Томас Лоуренс — 4 картини;
- Джошуа Рейнольдс — 12 картин;
- Вільям Тернер — 4 картини;
- Джон Хоппнер — 1 картина.

Голландська школа
- Герард тер Борх — 2 картини;
- Філіпс Вауерман — 6 картин;
- Адріан ван де Велде — 2 картини;
- Віллем ван де Велде молодший — 8 картин;
- Ян Венікс — 13 картин;
- Герард Доу — 1 картина;
- Франс Галс — 1 картина: Кавалер, який сміється[en];
- Мейндерт Гоббема — 5 картин;
- Пітер де Гох — 2 картини: Хлопчик, який приносить хліб і Жінка, яка очищує яблука;
- Альберт Якобс Кейп — 6 картин;
- Габріель Метсю — 5 картин;
- Адріан ван Остаде — 2 картини;
- Якоб ван Рейсдал — 5 картин;
- Рембрандт — 6 картин;
- Франс Снейдерс — 1 картина;
- Ян Стен — 5 картин.

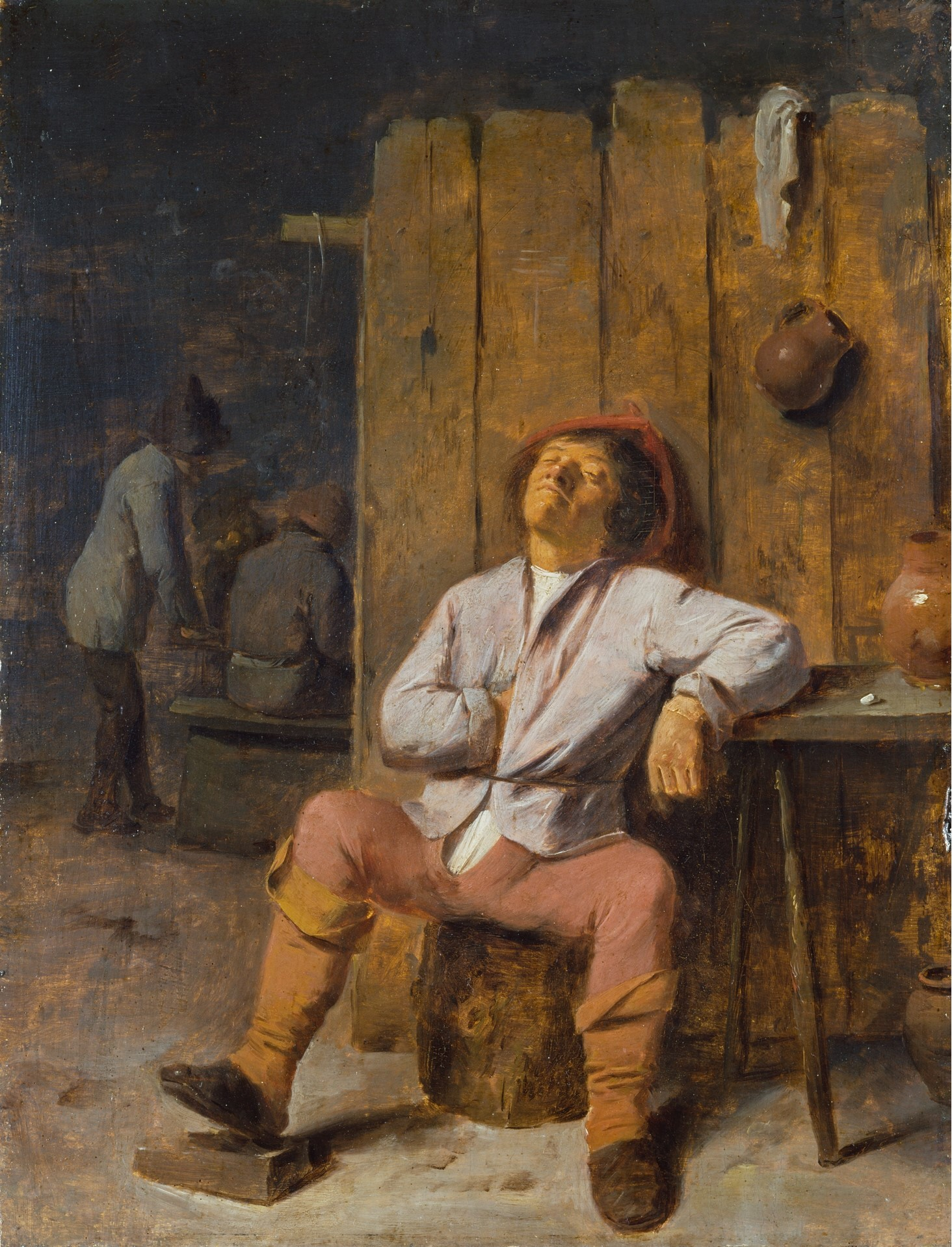
Адріан Брауер. Селянин, який спить
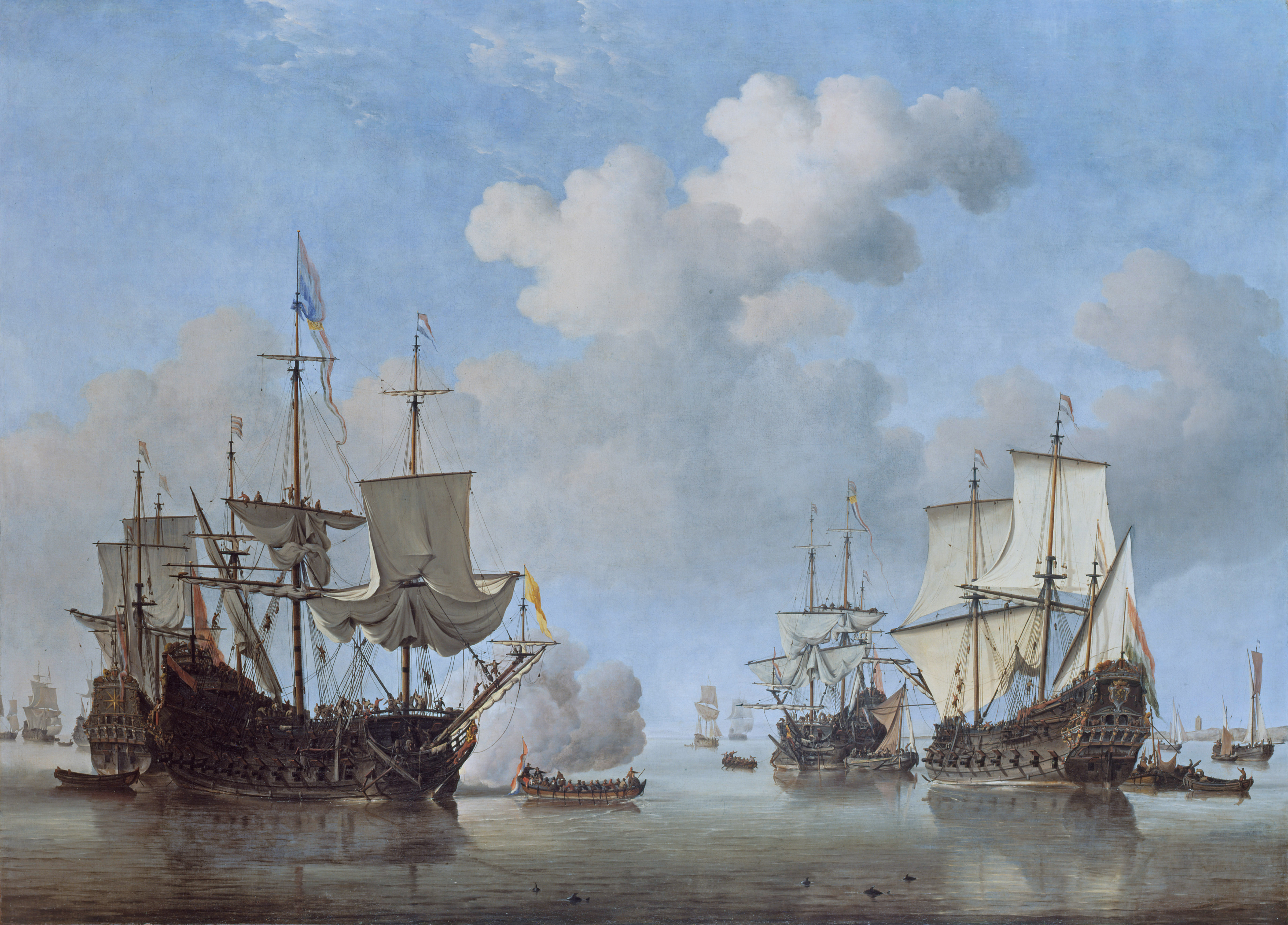
Віллем ван де Вельде молодший. Голландські кораблі на якорі
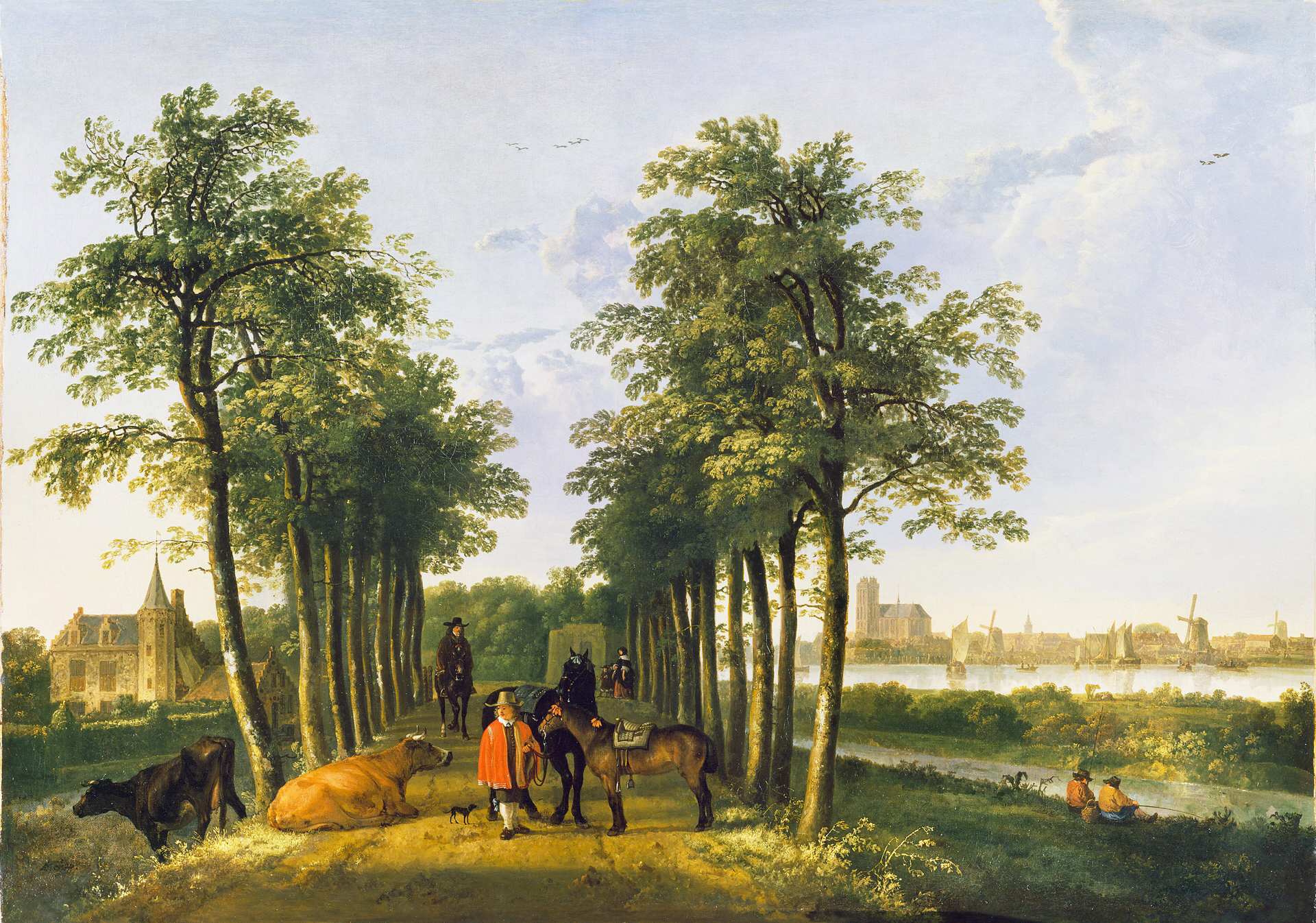
Альберт Якобс Кейп. Алея у Мердерворті, 1650 — 1652

Фламандська школа
- Антоніс ван Дейк — 4 картини;
- Мабюз — 1 картина;
- Ганс Мемлінг — 1 картина;
- Петер Пурбус — 1 картина;
- Пітер Пауль Рубенс — 9 картин;
- Давід Тенірс молодший — 2 картини;
- Маркус Херартс молодший[en] — 1 картина.

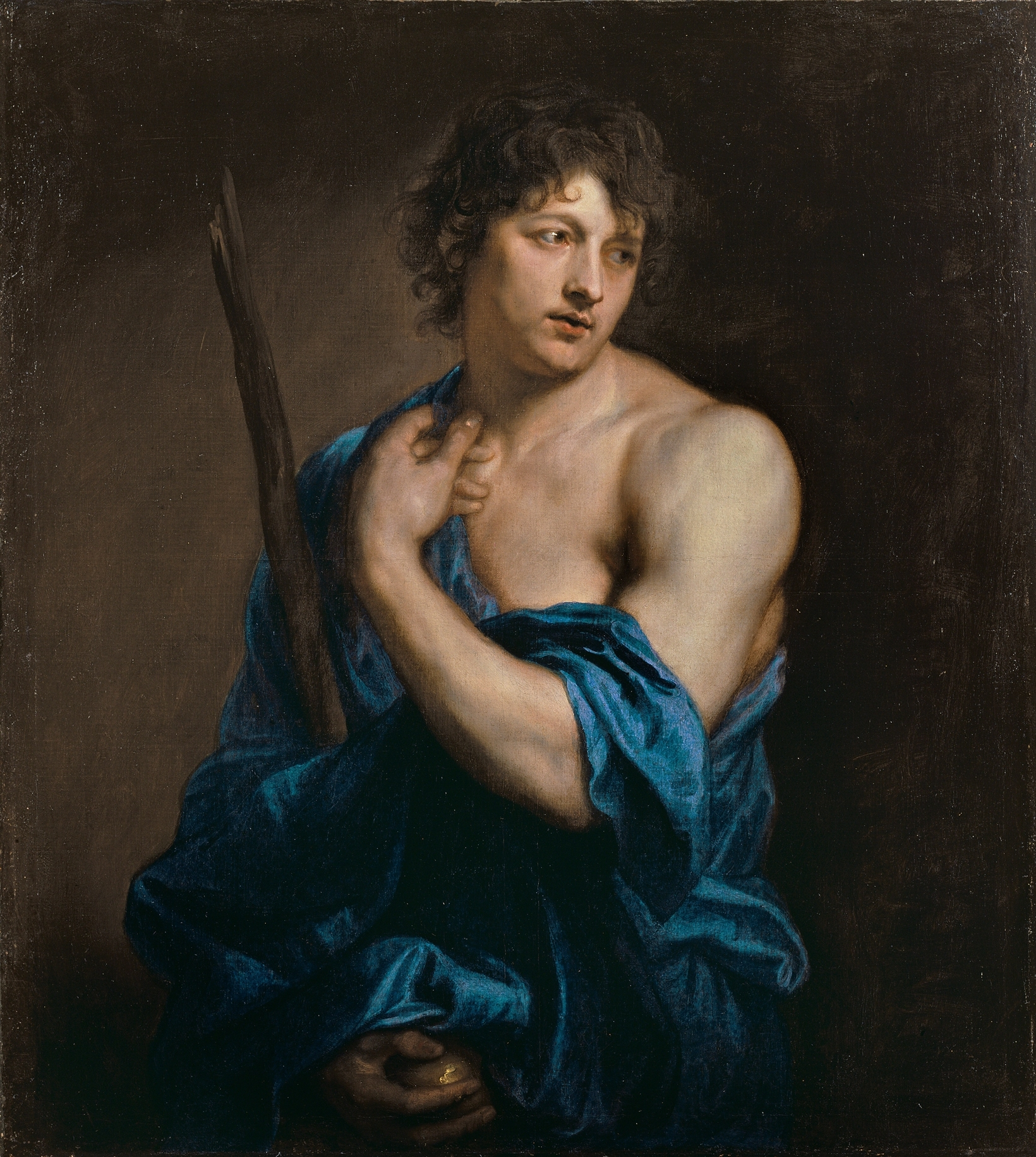
Антоніс ван Дейк. Паріс, бл. 1628
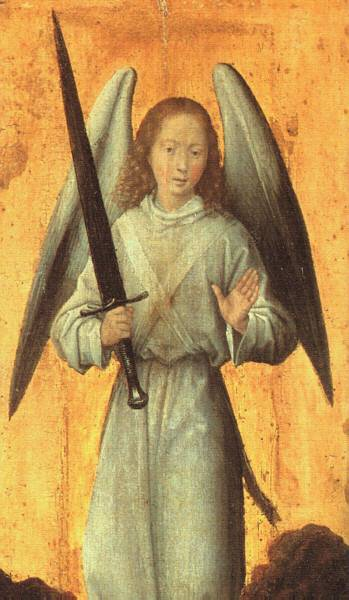
Ганс Мемлінг. Архангел Михаїл
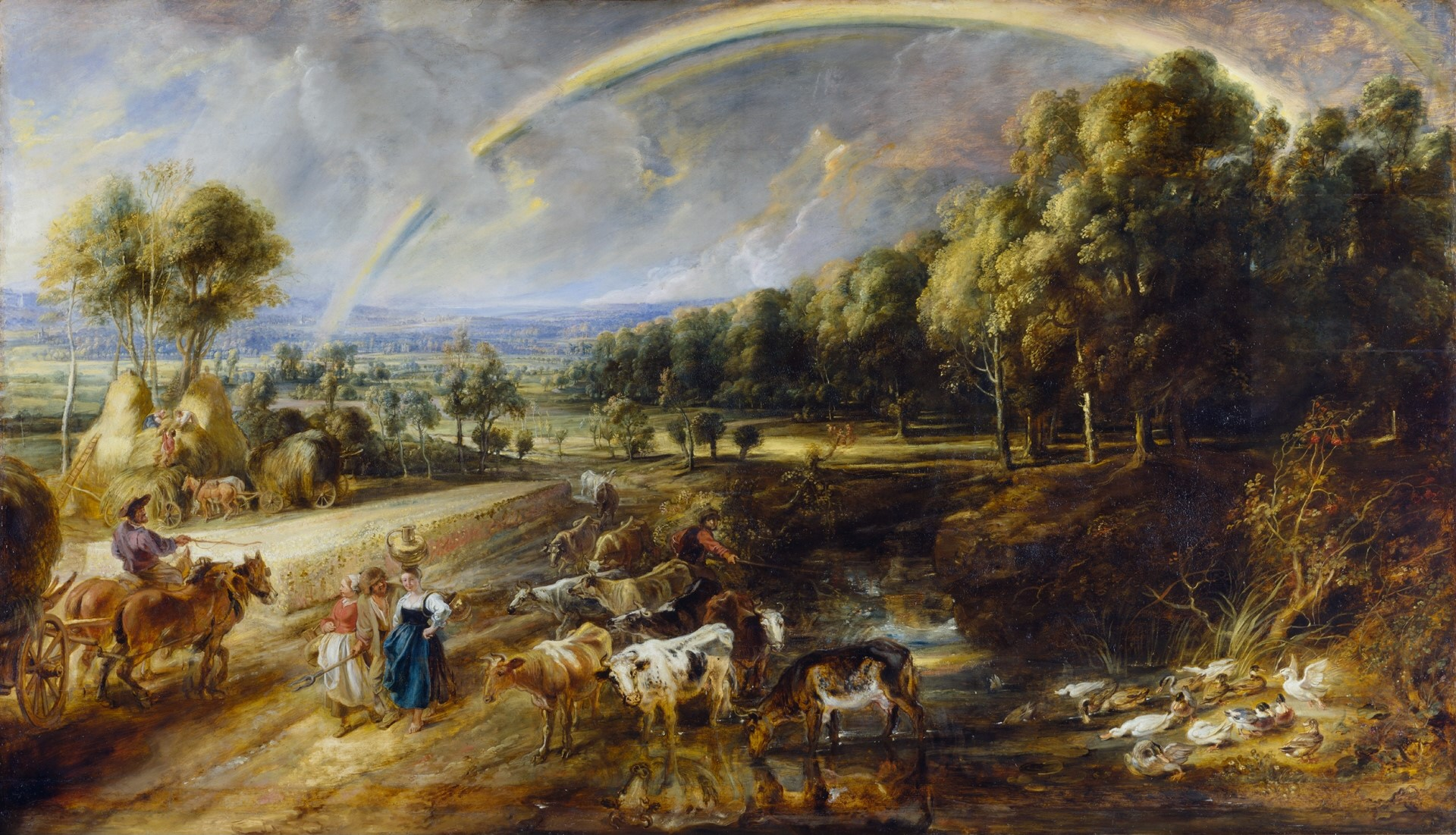
Пітер Пауль Рубенс. Пейзаж із веселкою, бл. 1638

Французька школа
- Франсуа Буше — 20 картин;
- Антуан Ватто — 9 картин;
- Клод Верне — 2 картини;
- Орас Верне — 24 картини;
- Жан-Батист Ґрьоз — 19 картин;
- Ежен Делакруа — 2 картини;
- Поль Деларош — 12 картин;
- Ґаспар Дюге — 1 картина;
- Теодор Жеріко — 1 картина;
- Франсуа Клуе — 2 картини;
- Каміль Коро — 1 картина;
- Клод Лоррен — 1 картина;
- Жан-Марк Натьє — 3 картини;
- Нікола Пуссен — 1 картина;
- Теодор Руссо — 1 картина;
- Жан-Франсуа де Труа — 2 картини;
- Жан-Оноре Фраґонар — 8 картин;
- Філіп де Шампань — 4 картини.

Франсуа Буше. Маркіза де Помпадур, 1759
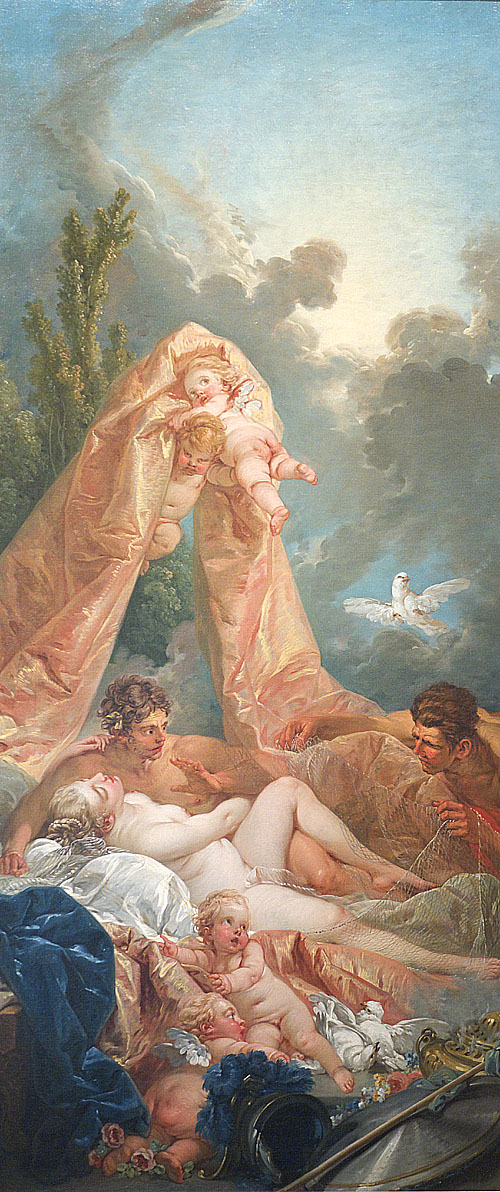
Франсуа Буше. Марс і Венера
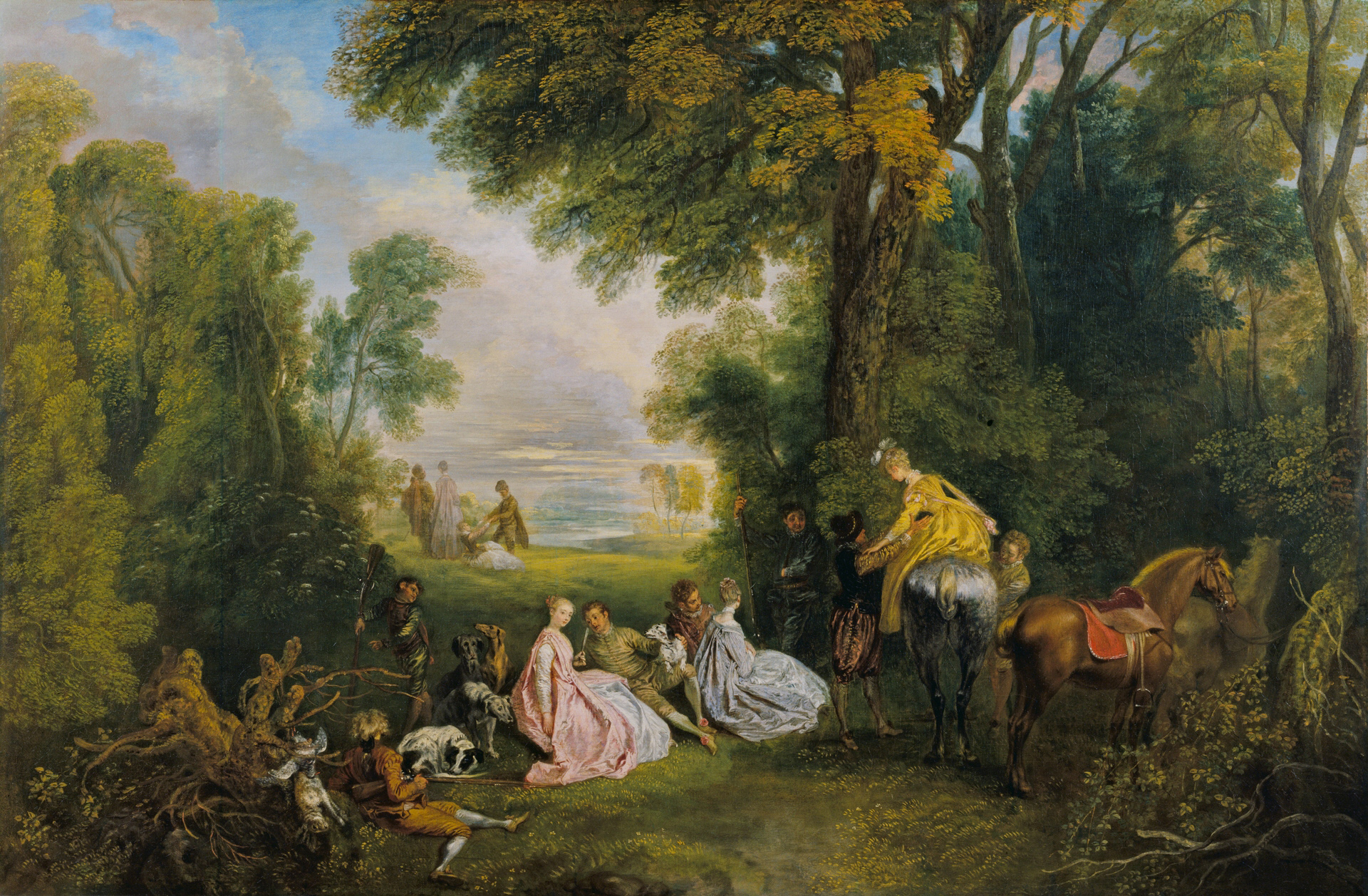
Антуан Ватто. Привал у Шасе, бл. 1718 — 1720
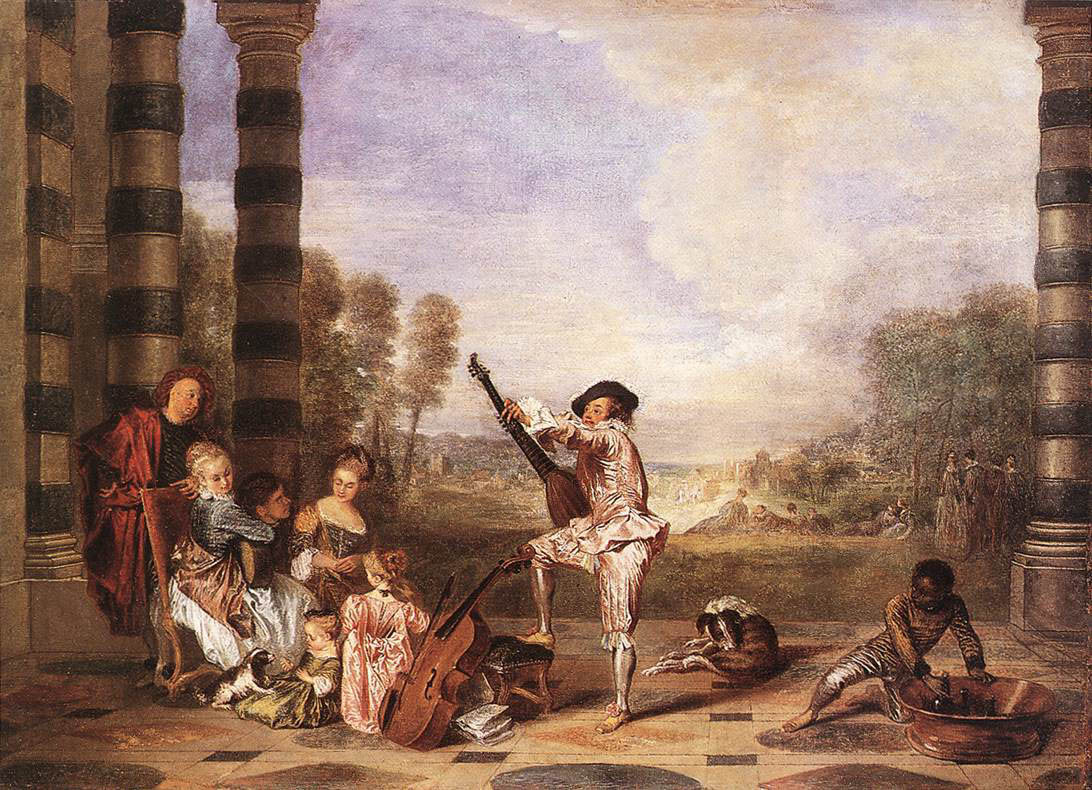
Антуан Ватто. Радощі життя
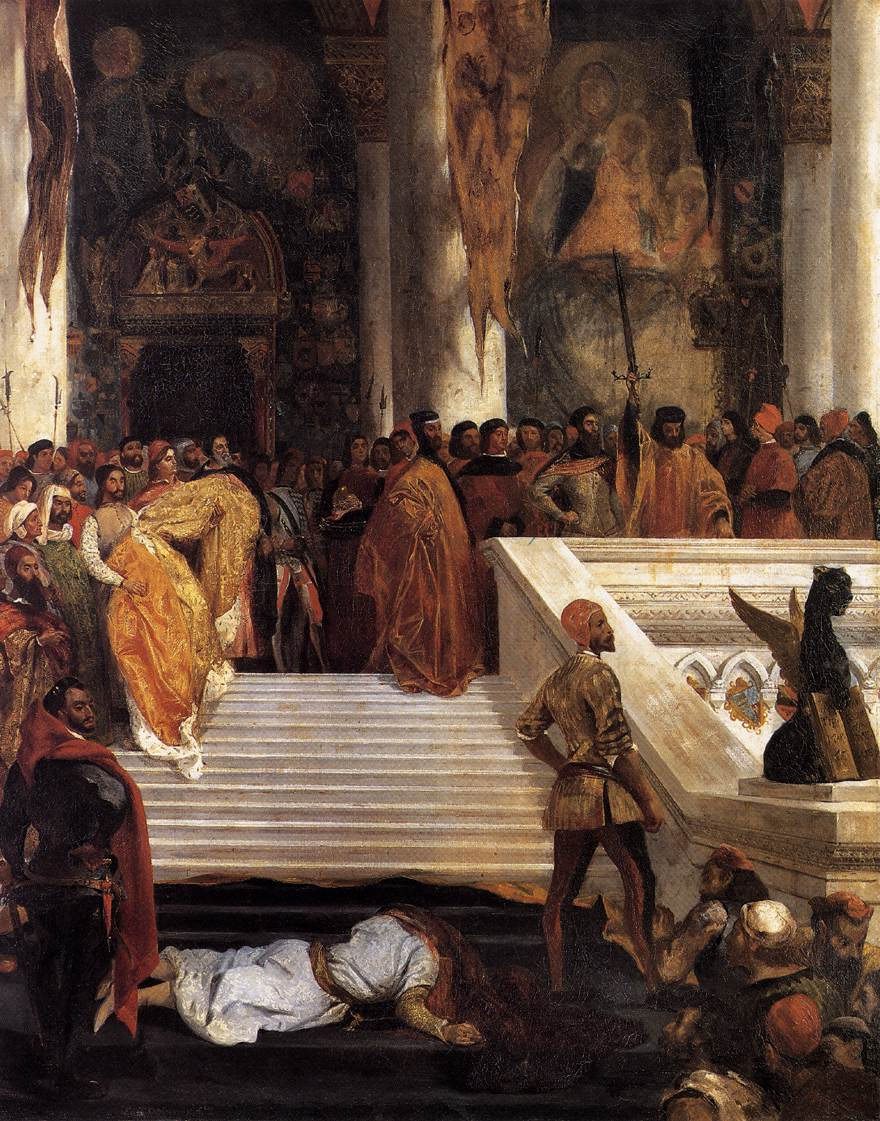
Ежен Делакруа. Страта дожа Марино Фальєро
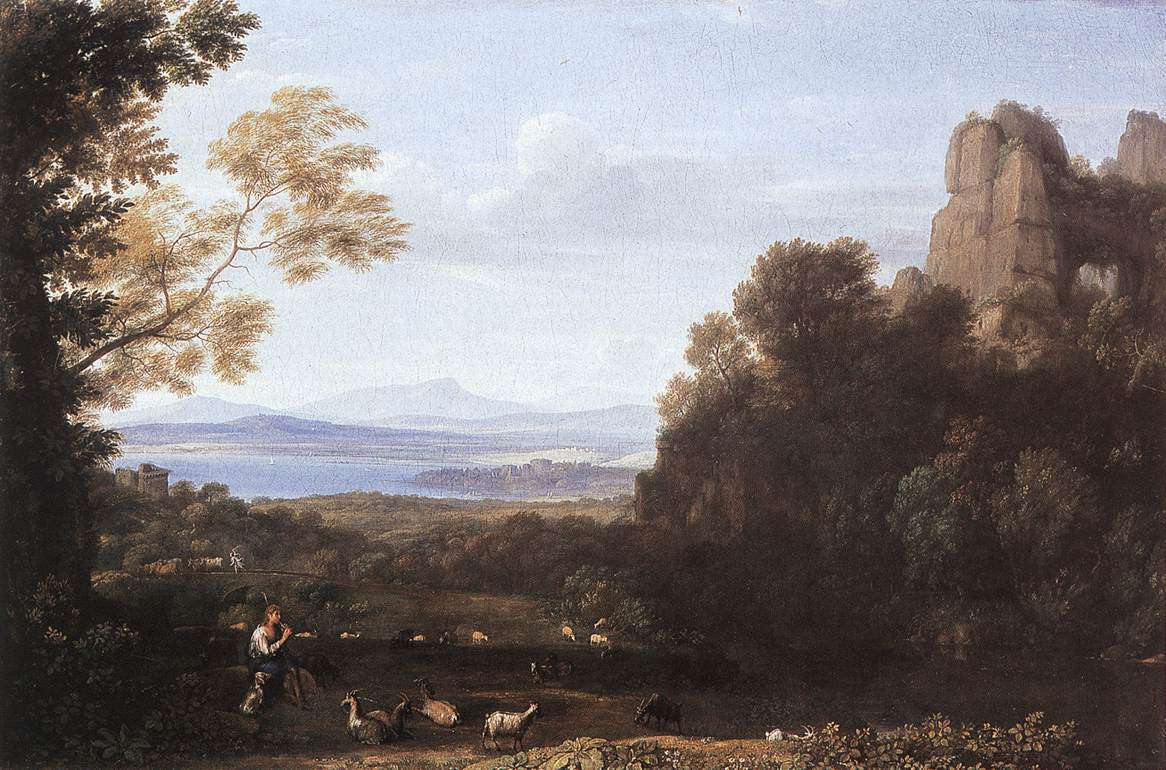
Клод Лоррен. Пейзаж з Аполоном і Меркурієм
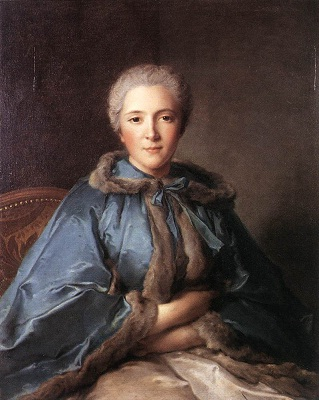
Жан-Марк Натьє. Графиня де Тіер, 1750
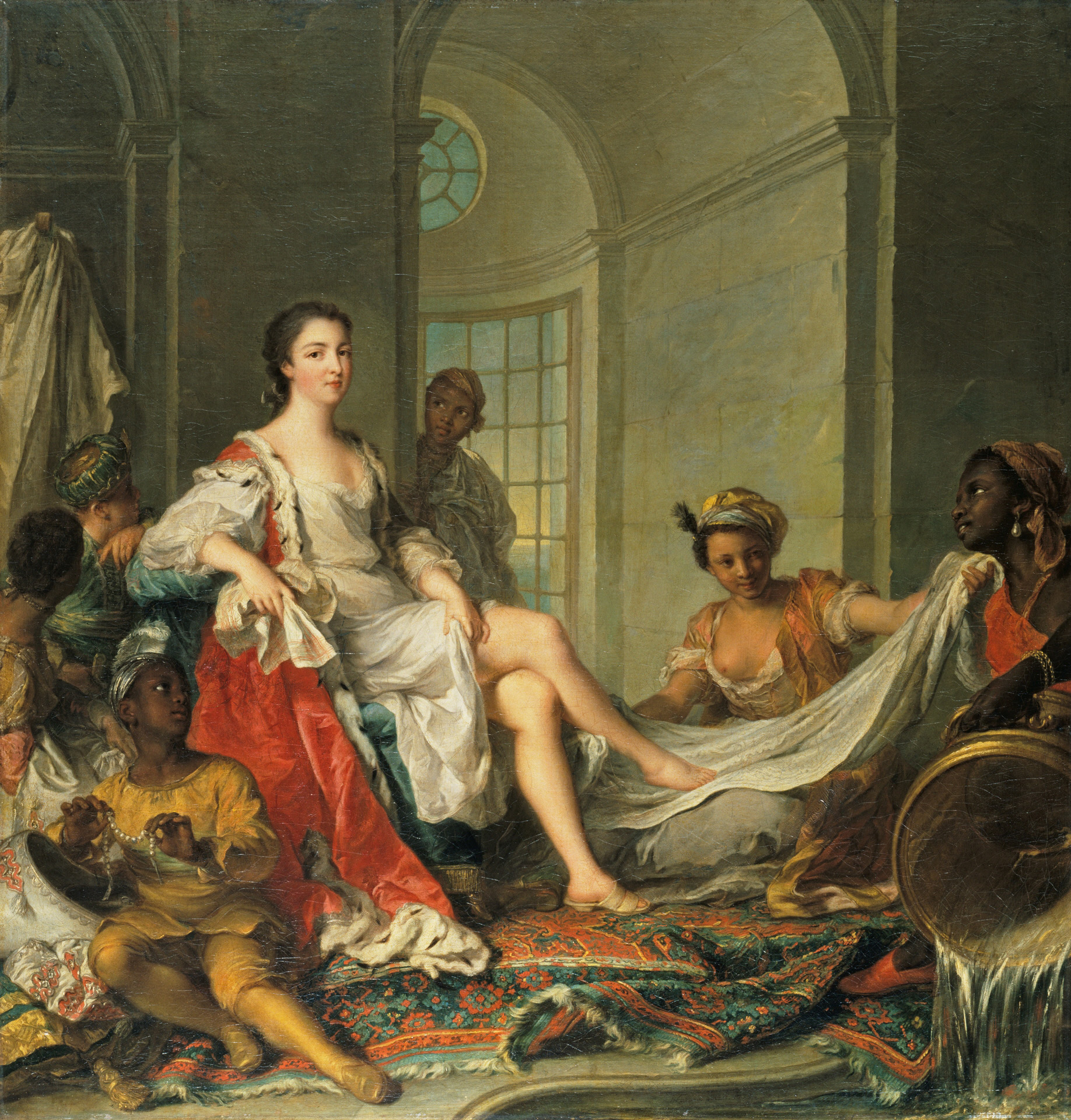
Жан-Марк Натьє. Мадмуазель де Клермон в образі султанки, 1733
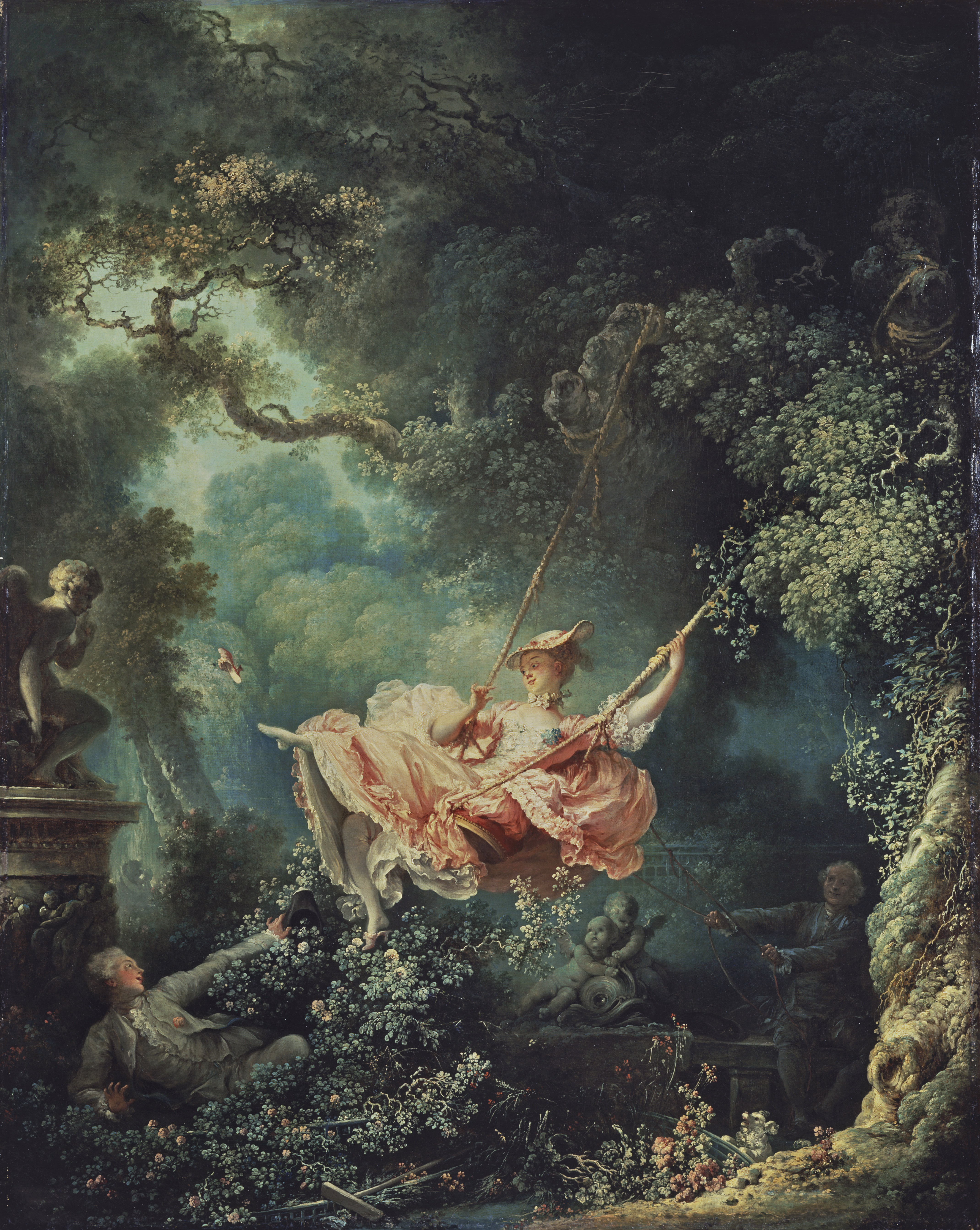
Жан-Оноре Фраґонар. Гойдалка, 1767
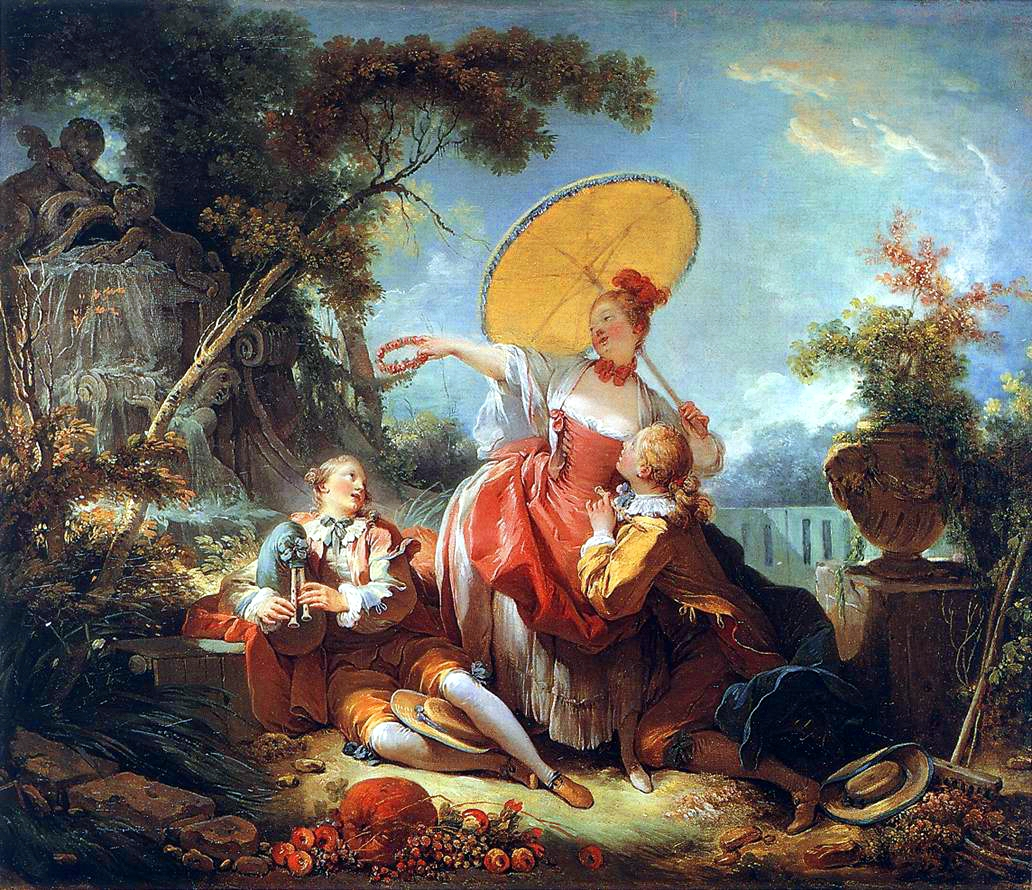
Жан-Оноре Фраґонар. Музичний конкурс, 1754 — 1755

Іспанська школа
- Дієго Веласкес — 2 картини;
- Бартоломе Естебан Мурільйо — 8 картин.

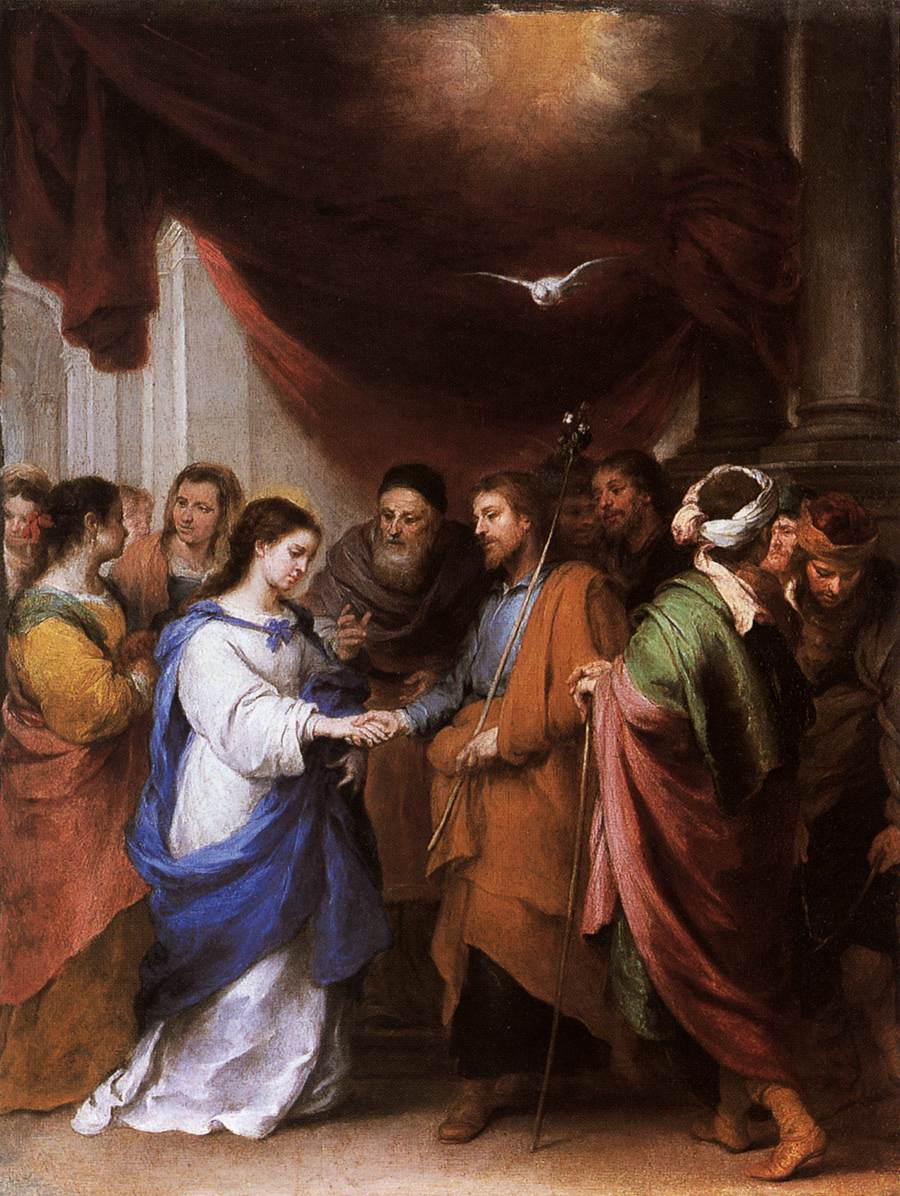
Бартоломе Естебан Мурільйо. Одруження Богородиці, 1670

Італійська школа
- Франческо Гварді — 9 картин;
- Доменікіно — 1 картина;
- Каналетто — 19 картин;
- Чіма да Конельяно — 2 картини;
- Карло Крівеллі — 1 картина;
- Сальватор Роза — 1 картина;
- Андреа дель Сарто — 1 картина;
- Тіціан — 1 картина.

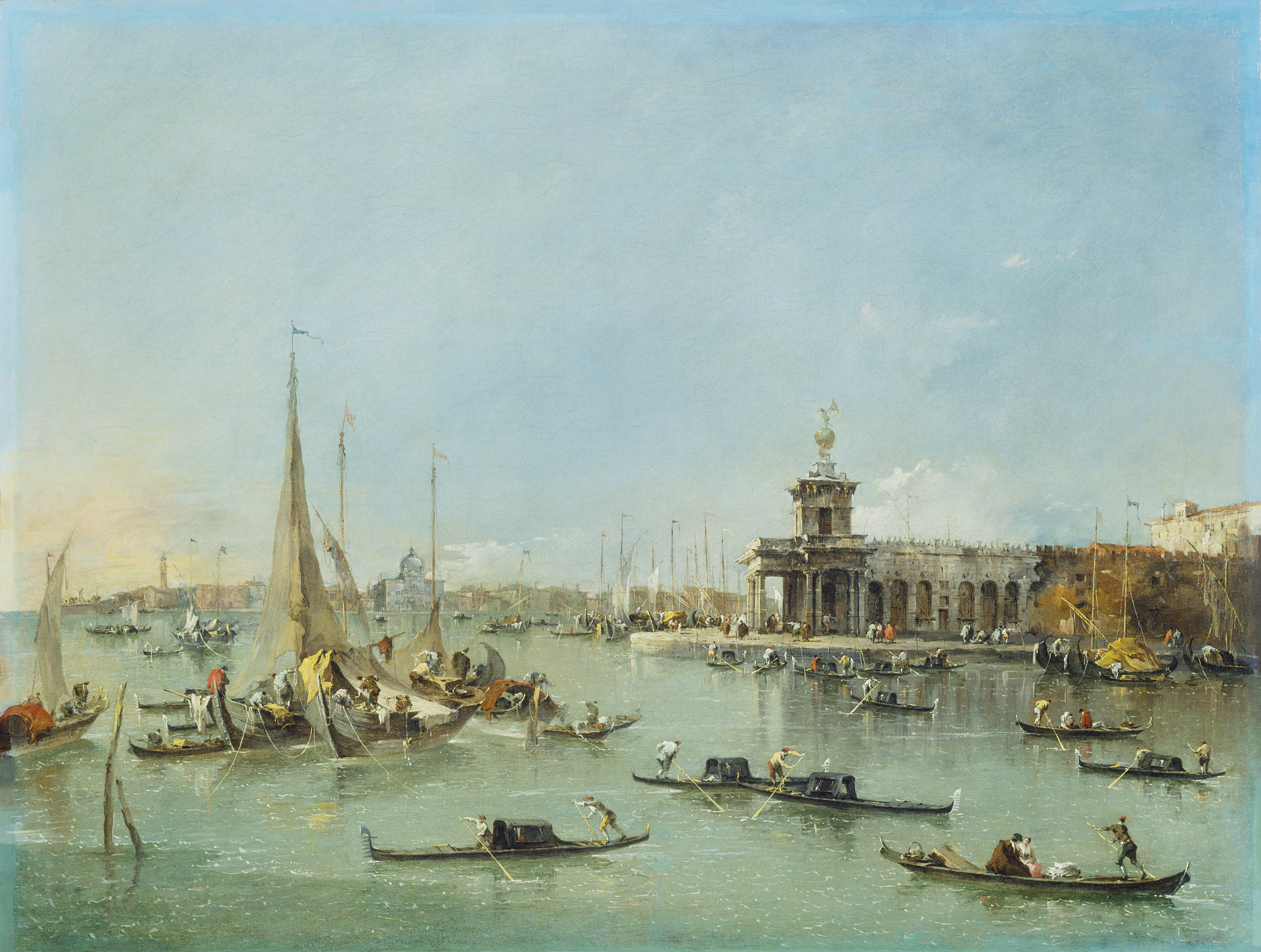
Франческо Гварді. Митниця і залив Джудекка, бл. 1775

### Кераміка

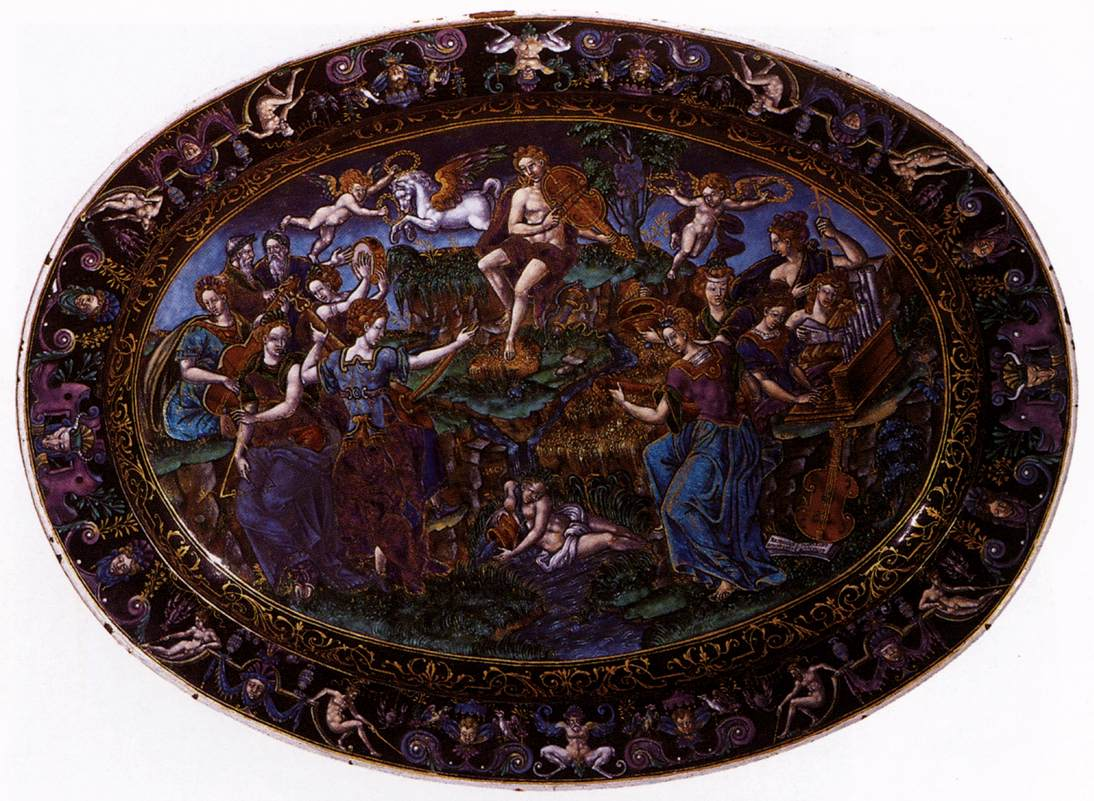
Ренесансна ліможська емальована таріль Марсьяля Куртуа

Представлені найкращі зразки порцеляни провідних виробників, включаючи китайський селадон, вироби з Майсену і Севру, зокрема, у Зібранні Воллеса зберігається найбагатша і найповажніша серед музеїв світу колекція севрської порцеляни. Вона включає 137 ваз, 80 предметів із чайних сервізів, 67 предметів посуду та начиння, 3 бісквітні фігурки та 130 декоративних тарелів (переважно розташованих на меблях), придбаних маркізами Гертфордськими та сером Річардом Воллесом у період з 1802 до 1875 року. Вони було вироблені починаючи з 1740-х років, коли виробництво ще розташовувалось у Венсенні.
Музей експонує також майоліку періоду італійського Відродження (140 предметів), іспанську середньовічну кераміку, ізнікську фріттову порцеляну, вироби з німецького керамограніту і пористої кераміки, італійську та французьку кераміку, глазуровану свинцевою глазур'ю, у тому числі «посуд Паліссі».
Англійський посуд з ангобом, французький фаянс і перський посуд представлені окремими предметами; є пара фігур, зроблена на порцеляновій мануфактурі Дочча поблизу Флоренції.

### Зброя та обладунки
Збройова колекція Зібрання Воллеса складається майже з двох з половиною тисяч предметів. Вражаючий масив східної зброї, обладунків і пов'язаних із ними творів мистецтва, відібраних спеціально за їх високу художню цінність і красу, було придбано в основному в Парижі Річардом Сеймуром-Конвеєм, 4-м маркізом Гертфордським. Такі предмети були вельми модними в паризькому суспільстві того часу. Більшість видів зброї мають індійське, перське і турецьке походження і належать до періоду XV—XIX століть, у той час як обладунки переважно індійські та перські з XVIII та XIX століть.
Європейська зброя, з іншого боку, була зібрана в основному сером Річардом Воллесом на початку 1870-х років, який придбав колекції сера Семюеля Раша Мейріка, збирача і одного з перших дослідників зброї та обладунків у Великій Британії, і графа Альфреда Емільєна Ніуверкерке, головного директора національних музеїв Франції, фактичного міністра культури Другої імперії. Поєднання колекцій цих двох визнаних авторитетів відразу призвело до створення прекрасної Європейської Збройової палати дійсно міжнародного значення. З точки зору змісту вона відображає мікрокосм смаку колекціонерів ХІХ століття. Історична значущість, рідкісність, краса дизайну, чудова майстерність виготовлення і багатство декору були головними принципами, що лежали в основі її формування. Найбільш ранні обладунки походять з XIV століття, найдавнішій меч датується Х століттям, а прекрасна колекція історичної вогнепальної зброї охоплює період XVI—XIX століть.

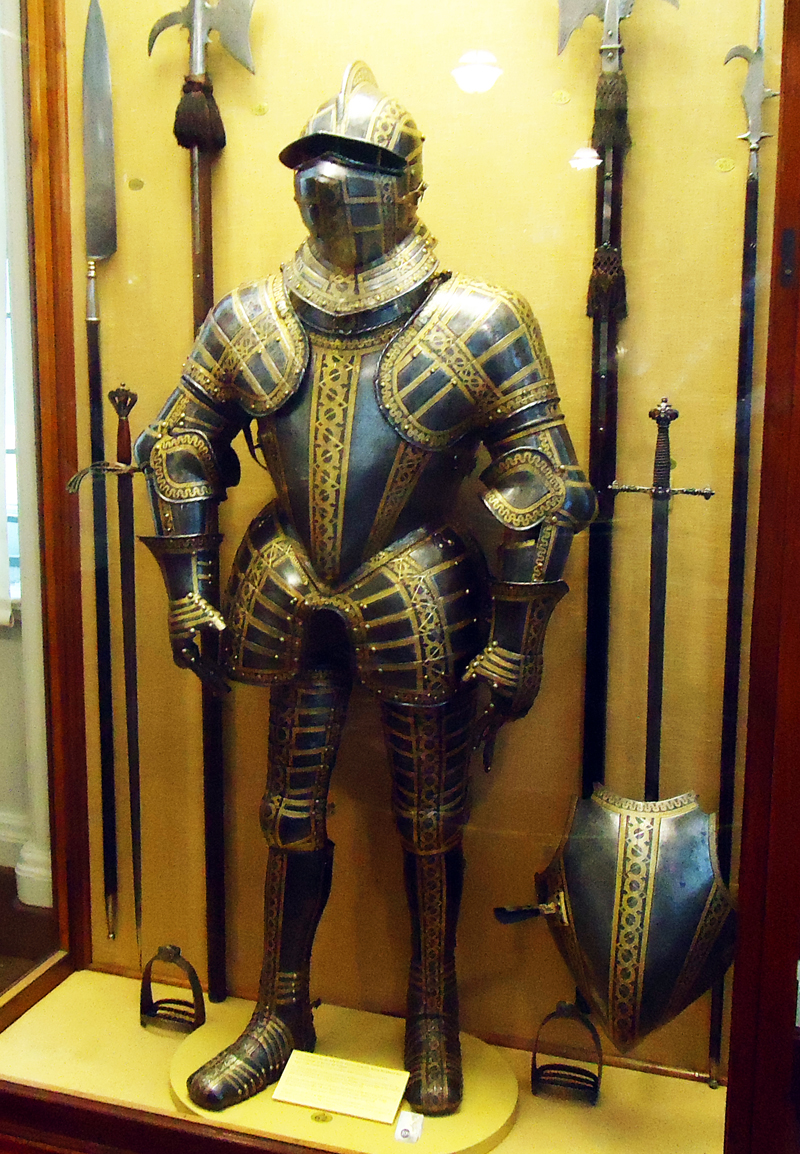
Обладунки, що належали Томасу Секвіллу, 1-му графу Дорсетському[en] (1536 – 1608)
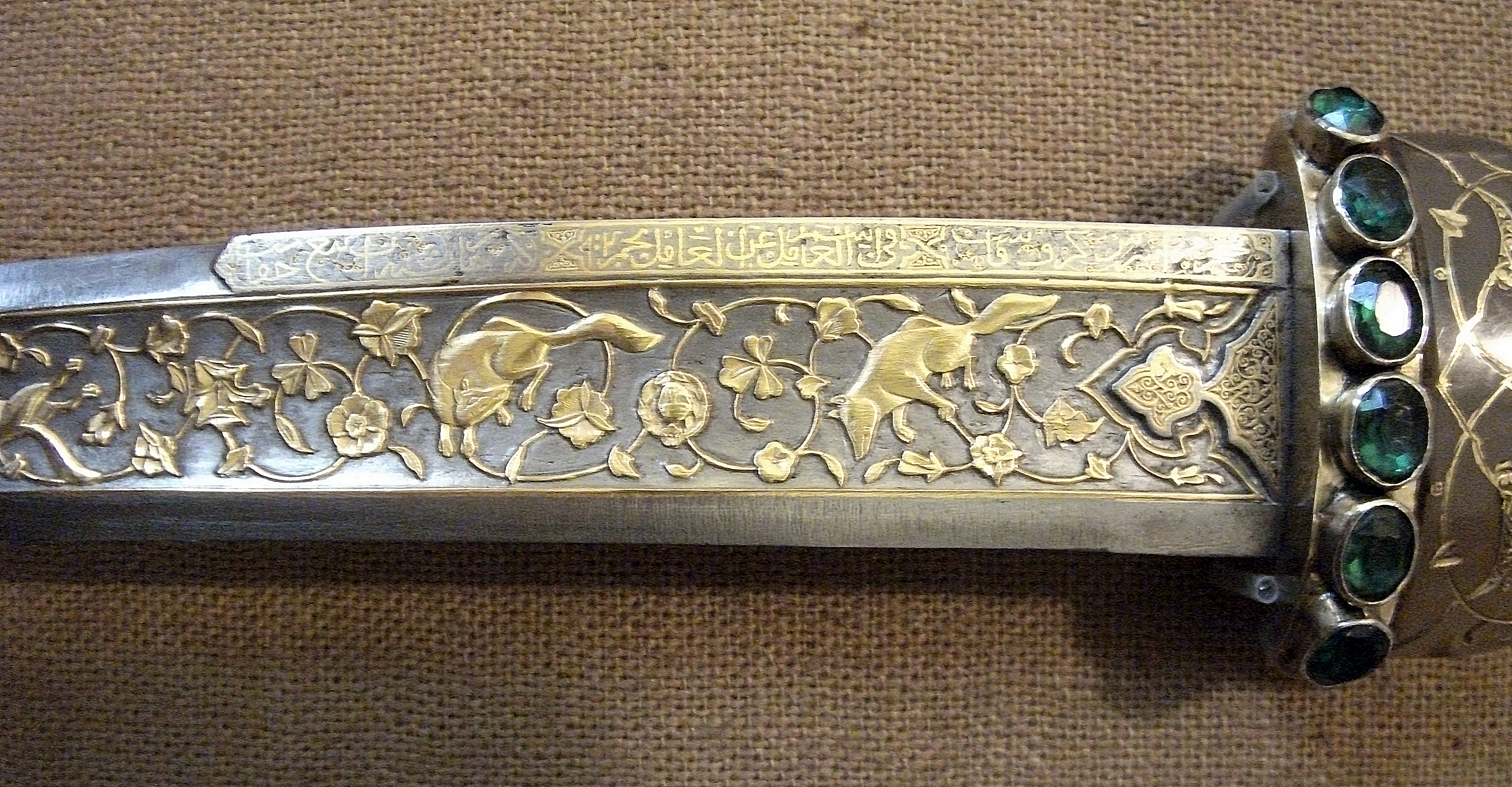
Кинджал з піхвами (невідомий майстер, Іран (?), Туреччина (?), 1496 - 1497, ХІХ століття (кріплення піхв)

### Декоративно-ужиткове мистецтво
Кілька різних груп предметів мистецтва включено до цієї колекції: золоті шкатулки і ювелірні вироби, срібні та інші предмети з металів, емалі, вироби зі скла, з різьбленням по каменю, ілюстровані манускрипти.
Більшу частину золотих шкатулок із Зібрання Воллеса було вироблено в Парижі протягом XVIII століття; вони використовувались переважно для зберігання тютюну. Зроблені з тонкою майстерністю, ці шкатулки відображають багатство та інноваційний дизайн французького мистецтва XVIII століття в цілому, і ювелірного мистецтва зокрема.
Серед різноманітних предметів з дорогоцінних (золота і срібла) та інших (зокрема, міді) металів від середньовічного періоду до XIX століття виділяються ірландський дзвіночок св. Мури, прекрасний кубок короля Якова І і вишукана ланка із золотого коміра ордена Почесного легіону. Невелика колекція ілюстрацій з рукописів представлена роботами французьких, нідерландських та італійських майстрів. Експонуються близько шістдесяти предметів зі скла й тридцять ліможських емалей французького Відродження, у тому числі портрет Маргарити де Валуа в образі Мінерви (1555) — єдина повністю підписана робота Жана Декура.
Представницьке зібрання ювелірних виробів включає в себе низку предметів доби Відродження і XVII століття, а також інші, зроблені в XIX столітті в ренесансному стилі. Ця частина колекції містить чимало рідкісних для британських зібрань творів, таких як чудова чаша (тацца), що її вирізав Джованні Амброджо Мізероні з димчастого кварцу для імператора Священної Римської імперії Рудольфа II.

### Меблі
У Зібранні Воллеса зберігається одна з найважливіших колекцій французьких меблів у світі та Великій Британії, що її можна порівняти з колекціями Лувра, Веддестон Манор, герцога Баклю, музею Гетті, музею мистецтва Метрополітен та Королівською колекцією. Загалом колекція нараховує понад п'ятсот предметів, переважно це французькі меблі XVIII століття, однак також є і важливі зразки меблів Франції XIX століття, цікавих італійських меблів і окремі предмети з Англії та Німеччини. Колекція включає корпусні меблі, переважно шпоновані з використанням латуні, та маркетрі зі вставками з панцира черепахи (стиль, широко відомий як маркетрі «Буль»), або з інкрустацією по дереву, меблі для сидіння, годинники і барометри, предмети золоченої бронзи зі вставками з порцеляни й каменю, каміни, дзеркала, скриньки й п'єдестали.
Родзинкою колекції є меблі роботи Андре-Шарля Буля (1642—1732), одного з найвідоміших меблярів корпусних меблів. Раннім твором Буля є кабінет на підставці, прикрашений витіюватою дерев'яною інкрустацією. На його створення майстра надихнули сучасні йому голландські натюрморти. Найбільша шафа Буля частково оброблена маркетрі і увінчана годинником, прикрашеним позолоченими бронзовими путті, що символізують Любов, День і Ніч.
Стиль рококо яскраво представлено вже згаданим серед шедеврів музею великим королевським секретером та канделябром роботи Жака Каф'єрі, подарованим Людовиком XV своїй старшій дочці близько 1752 року. В інтер'єрах галерей на другому поверсі знаходяться розкішні предмети, що колись належали королеві Марії-Антуанетті, у тому числі письмовий стіл, прикрашений витонченими квітковими оправами, що раніше знаходився у її покоях у Малому Тріаноні, і пальник для пахощів з її приватних апартаментів у Версалі.
У Зібранні Воллеса представлено роботи таких майстрів:
Йозеф Баумгауер — 1 предмет:
- низька шафа, бл. 1765—1770.

Андре-Шарль Буль — 22 предмети:
- шафа, бл. 1695;
- шафа, бл. 1700;
- шафа, бл. 1700;
- шафа, бл. 1715;
- робочий стіл, бл. 1700—1710;
- шафа-кабінет, бл. 1667;
- етажерка для зберігання документів і настільний годинник, бл.1715;
- комод, бл. 1710;
- пара високих столів, бл. 1705;
- камінний годинник, бл. 1715;
- камінний годинник, бл. 1726;
- шафка для зберігання монет та медалей, бл. 1710—1720;
- туалетне дзеркало, бл. 1713 (зроблене для герцогині де Беррі);
- пара скриньок для туалетних речей, бл. 1700;
- пара торшерів, бл. 1700—1710;
- годинник з маятником, бл. 1712—1720;
- годинник з маятником, бл. 1720—1725;
- стіл під трюмо, бл. 1705.

Адам Вайсвайлер — 4 предмети:
- пара меблів з підлокотниками, бл. 1780;
- пара меблів з підлокотниками, бл. 1785—1790.

Адріен Делорм — 2 предмети:
- пара низьких книжкових шаф.

Етьєн Дуара — 1 предмет:
- комод, бл. 1720.

Мартен Карлен — 4 предмети:
- кутова шафа, бл. 1772;
- письмовий стіл з відкидною дошкою, бл. 1775;
- обідній стіл, бл. 1783.

Етьєн Левассе — 5 предметів:
- висока книжкова шафа, бл. 1775;
- пара низьких книжкових шаф, бл. 1775;
- пара меблів з підлокотниками, бл. 1775.

Александр-Жан Оппенор — 3 предмети:
- робочий стіл, 1710;
- комод, бл. 1695;
- відкидний столик для письма, бл. 1710.

Бернар І Ван Різен Бург — 1 предмет:
- робочий стіл, бл. 1719.

Жан-Анрі Різенер — 10 предметів:
- комод, бл. 1780 (зроблений для внутрішнього кабінету Марії-Антуанетти у Версалі);
- комод, бл. 1782 (зроблений для палацу Марлі Марії-Антуанетти);
- кутова шафа, бл. 1783 (зроблена для внутрішнього кабінету Марії-Антуанетти у Версалі);
- письмовий стіл з відкидною дошкою, бл. 1783 (зроблений для внутрішнього кабінету Марії-Антуанетти у Версалі);
- письмовий стіл з відкидною дошкою, бл. 1783 (зроблений для Малого Тріанону Марії-Антуанетти у Версалі);
- письмовий стіл з відкидною дошкою, бл. 1780 (зроблений для внутрішнього кабінету Марії-Антуанетти у Версалі);
- письмовий стіл з круглою кришкою, бл. 1774 (зроблений для графа д'Орсе);
- письмовий стіл з круглою кришкою, бл. 1785;
- письмовий стіл з відкидною дошкою, бл. 1780—1784;
- туалетний столик, бл. 1780—1784.

Нікола Сажо — 2 предмети:
- комод, бл. 1700;
- комод, бл. 1710.

### Скульптура
Колекція скульптури складається з майже 500 творів з найрізноматніших матеріалів та представлена всіма основними європейськими школами від епохи Середньовіччя до ХІХ століття.
Найважливішою складовою цієї частини Зібрання є французька скульптура, що представлена, зокрема, бронзовим портретним бюстом короля Карла IX (бл. 1570) роботи Жермена Пілона, двома мармуровими бюстами скульптора XVIII століття Жана-Антуана Гудона і чудовими збірками бронзи XVIII — початку XIX століття, в тому числі портрети, міфологічні групи і малі копії відомих сучасних скульптур.
Вельми репрезентативною є також колекція італійської скульптури. Вона включає в себе групу бронзових скульптур доби Відродження, зокрема, вишукану «Нимфу, що сидить», єдину відому роботу падуанського скульптора Джованні Фондулі да Крема, і кілька скульптур великого Джованні да Болонья та його послідовників.
Серед мармурових скульптур виділяються патетичний бюст Христа П'єтро Торріджано, зроблений для Вестмінстерського абатства, і чарівна робота «Амур і Психея» Філіппо делла Валле, створена у Флоренції близько 1732 року. Є також групи скульптур з дерева, слонової кістки і воску, серед яких чудові декоративні різьблені по дереву, і кілька німецьких барокових фігур дуже високої якості зі слонової кістки.

## Тимчасові виставки
Музей регулярно демонструє поціновувачам мистецтва тимчасові виставки як зі своїх фондів, так і за участю інших музеїв Великої Британії та цілого світу. У 2015 році знаковою подією стала виставка «Джошуа Рейнольдс: експерименти в кольорі», експонувалась також виставка «Рушійні сили війни: зброя та обладунки доби Азенкура»; у 2016 році — виставки «Зброя та обладунки: експерти та колекціонери», «Повертаємо до показу: роботи із запасників Зібрання», «Середина — Том Елліс у Зібранні Воллеса»; у 2017 — виставка «Методи науки: вивчення зброї та обладунків за допомогою нейтронної дифракції», у 2018-2019 — виставка «Маноло Бланік у Зібранні Воллеса».

## Збереження Зібрання
У музеї функціонує відділ збереження Зібрання Воллеса, що несе пряму відповідальність за стан всіх творів мистецтва. Відділ робить все, щоб унікальні предмети були доступними для нинішнього покоління і збережені для прийдешніх, дотримуючись вельми високих стандартів їх зберігання та експонування і політики мінімального втручання.
Безпосередньо в музеї здійснюється реставрація лише дерев'яних (зокрема меблів) і металевих (зокрема зброї та обладунків — чисельно найбільшої частини Зібрання) об'єктів.
У музеї працюють системи кондиціонування повітря, опалення, охолодження, зволоження, ізоляції, освітлення та дренажу. Загальна мета полягає в підтримці температури в галереях протягом усього року на рівні близько 20 градусів за Цельсієм за відносної вологості повітря близько 55 відсотків. Повітряні фільтри допомагають знизити рівень пилу і твердих частинок; на початку 1900-х років забруднена атмосфера Лондона вимагала засклити більшість картин, щоб захистити їх, але сьогодні повітря в галереях є достатньо чистим, що дозволило зняти практично все скло.
У рамках реконструкції 2000 року на цокольному поверсі було створено галерею збереження Рітблета, де демонструються виставки про останні проекти зі збереження творів мистецтва. Зібрання Воллеса стало першим національним музеєм у Великій Британії, що створив постійну галерею, присвячену збереженню музейних цінностей. Ця галерея особливо популярна серед дітей.

## Бібліотека та архіви
Фонд бібліотеки відображає колекції музею та містить матеріали про:
- картини «старих майстрів» (насамперед ті, що зберігаються у Зібранні);
- картини французьких художників XVIII і XIX століть;
- французьке декоративно-ужиткове мистецтво XVII і XVIII століть;
- французьку скульптуру XVIII століття;
- вироби з бронзи (доби Відродження, барокові, французькі XVIII століття);
- севрську порцеляну;
- майоліку;
- зброю і обладунки;
- портретні мініатюри;
- декоративно-ужиткове мистецтво Середньовіччя і доби Відродження;
- історію колекціонування.

У фонді бібліотеки — близько 20 000 книг, періодичних видань, каталогів виставок і аукціонів; у ній також зберігається за довгостроковою угодою колекція де Волдена, що складається з рідкісних книг з фехтування XVI—XIX століть.
Архіви музею містять:
- документи про засновників Зібрання, їхні придбання (у тому числі іноді квитанції) та їх співробітництво з ключовими постатями свого часу;
- інвентарні книги;
- книги відвідувачів;
- документи з історії музею з 1897 року, включно із заповітом леді Воллес.

Зібрання Воллеса активно прагне придбавати матеріали, пов'язані з французьким мистецтвом XVIII століття, зброєю та обладунками та історією колекціонування.
Крім того, в архівах зберігаються на мікрофільмах:
- вибрана фабрична документація Севрської порцелянової мануфактури 1745—1819 років;
- французькі королівські інвентарні книги 1666—1792 років (з Національних архівів Франції);
- зображення французьких королівських подарунків 1669—1791 років.

Адміністративна документація Зібрання Воллеса за 1897—1979 роки зберігається в Національних архівах у лондонському районі К'ю.

## Управління музеєм та персонал
Керує Зібранням Воллеса незалежний орган — Опікунська рада, що збирається не менше 4 разів на рік. Опікуни призначаються прем'єр-міністром Великої Британії та працюють, як правило, протягом 3-5 років. Головою Опікунської ради з січня 2015 року призначено португальського банкіра Антоніо Орта Осоріо.
Музей фінансується Міністерством культури, засобів масової інформації і спорту, що також призначає його директора та бухгалтера. Взаємовідносини між Міністерством і музеєм визначаються угодою. Щорічний звіт про роботу музею представляється Парламенту.
У музеї працює понад сто співробітників; його структура складається з трьох директоратів: колекцій (у тому числі відділи: кураторів, обслуговування колекцій, збереження, освіти); розвитку та маркетингу; фінансів та операцій.
Куратори спеціалізуються по окремих колекціях та відповідають перед директором і Опікунською радою за експонування та інтерпретацію творів мистецтва. Важливою частиною роботи куратора є дослідження художніх предметів, щоб дізнатися більше про те, як, коли і ким вони були створені, як потрапили до Зібрання Воллеса.

## Адреса та телефони
- Поштова адреса:

The Wallace Collection
Hertford House
Manchester Square
London
W1U 3BN
United Kingdom

## Як дістатися музею
| Міський транспорт        | Станція / Зупинка                                                                          | Маршрути / Лінії                                                                       | Відстань від Зібрання Воллеса |
| ------------------------ | ------------------------------------------------------------------------------------------ | -------------------------------------------------------------------------------------- | ----------------------------- |
| Лондонський автобус      | George Street (Stop K)                                                                     | 2, 13, 30, 74, 82, 113, 139, 189, 274 towards Kilburn, Finchley Road or West Hampstead | 360 м                         |
| Лондонський автобус      | George Street (Stop J)                                                                     | 13, 139, 189 towards Oxford Circus                                                     | 285 м                         |
| Лондонський автобус      | Blandford Street (Stop H)                                                                  | 2, 30, 74, 82, 113, 274 towards Hyde Park Corner or Lancaster Gate                     | 380 м                         |
| Лондонський метрополітен | Bond Street                                                                                | Central line · Jubilee line                                                            | 450 м                         |
| Лондонський метрополітен | Marble Arch (найближча станція метро, що має сходи — для відвідувачів з собакою-поводирем) | Central line                                                                           | 900 м                         |
| National Rail            | Marylebone Rail Station                                                                    | Chiltern Main Line, London — Aylesbury, London — High Wycombe                          | 1,3 км                        |